# Клод Моне
Оскар-Клод Моне́ (фр. Oscar-Claude Monet; 14 листопада 1840, Париж, Французьке королівство — 5 грудня 1926, Живерні, Третя французька республіка) — французький живописець, один із засновників імпресіонізму.

## Життєпис
Народився 14 листопада 1840 року в Парижі. Коли хлопчикові було 5 років, родина переїхала до Нормандії, у Гавр. Батько хотів, щоб Клод став бакалійником і приєднався до сімейного бізнесу, але син з дитинства захоплювався образотворчим мистецтвом, зокрема із задоволенням малював карикатури. На морському узбережжі Нормандії Моне зустрів Ежена Будена, відомого пейзажиста і одного з провісників імпресіонізму. Буден показав юному художнику деякі прийоми живописної роботи з натури.
У 1860 році призваний до армії та потрапив до Алжиру, але там він захворів на тиф. Втручання тітоньки допомогло художнику демобілізуватися, і він повернувся додому вже у 1862 році.
Вступив до університету на факультет мистецтв, але швидко розчарувався в пануючому там підході до живопису. Покинувши навчальний заклад, він незабаром вступив у студію живопису, яку організував Шарль Глейр. У студії він познайомився з такими художниками як Огюст Ренуар і Фредерік Базіль. Вони були практично однолітками, дотримувалися схожих поглядів на мистецтво і незабаром склали кістяк групи імпресіоністів.
Популярність Моне приніс портрет Камілли Донсьє «Жінка в зеленому», намальований у 1866 році. Вона потім стала дружиною художника, і у них народився син Жан.
Після початку франко-пруської війни в 1870 році їде у Сполучене Королівство, де знайомиться з роботами Джона Констебла і Вільяма Тернера. У березні 1871 року залишив Лондон і став жити в Заандамі (Нідерланди), де він написав 25 картин. Крім того, він перший раз побував в сусідньому Амстердамі.
У жовтні або листопаді 1871 року повернувся до Франції. З грудня 1871 по 1878 рік він жив у Аржантейлі, селі на правому березі річки Сени поблизу Парижа, яке було популярним місцем недільного відпочинку для парижан. Там написані деякі з його найвідоміших робіт.

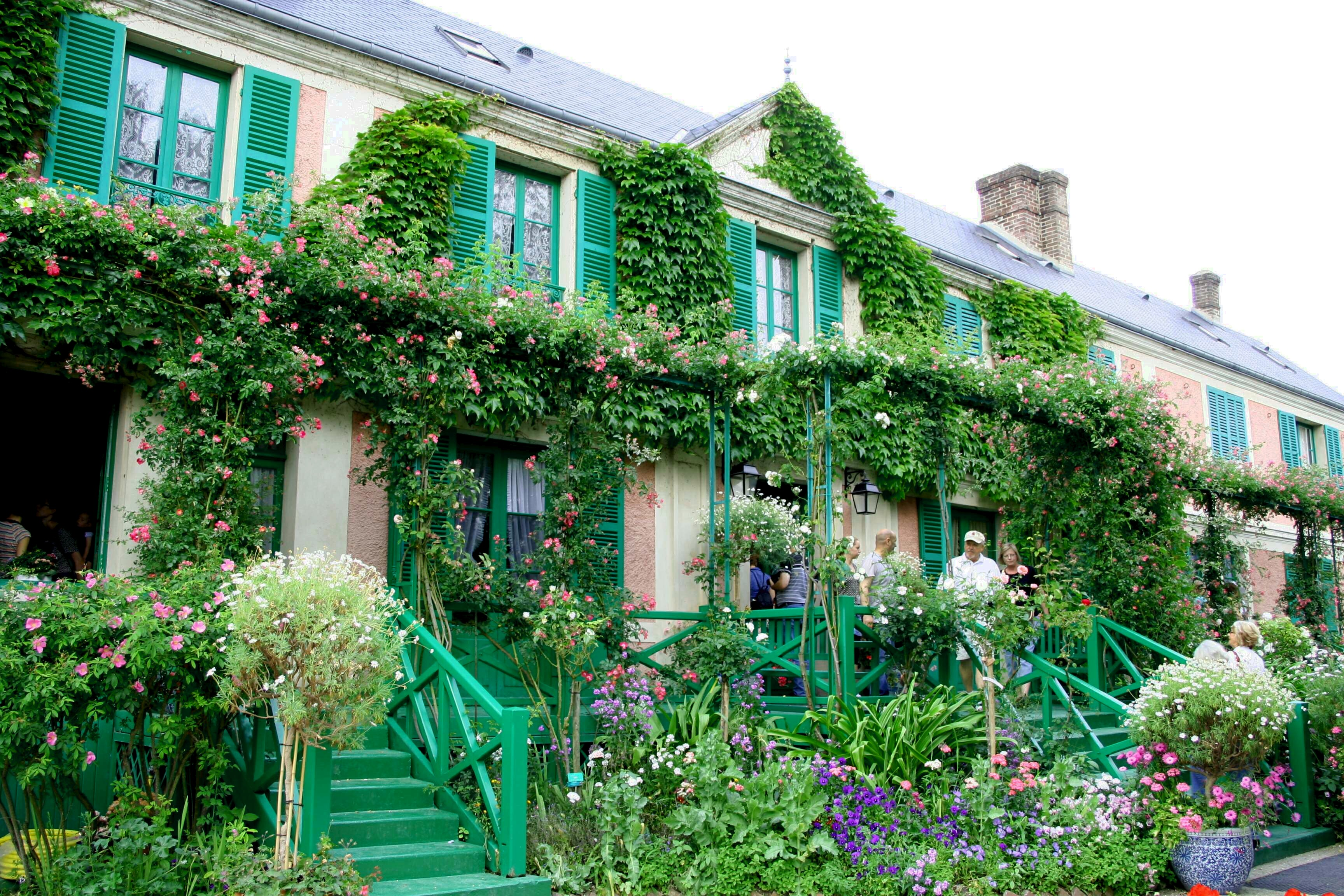
Будинок Моне у Живерні, вид з саду

Наприкінці 1872 року пише свій знаменитий пейзаж «Враження. Схід сонця» (фр. Impression, soleil levant). Саме ця картина і дала назву групі імпресіоністів і цілого художнього напрямку. Картина була показана на першій імпресіоністській виставці в 1874 році.
У 1873 році купив невеликий човен і обладнав його для використання як плавучої студії. У цій студії писав пейзажі, а також портрети Едуара Мане і його дружини. Мане, своєю чергою, в 1874 році написав картину, на якій зобразив Моне разом з Каміллою на борту човна.
На початку 1920-х у нього розвивається катаракта, через що йому довелося перенести дві операції. Проте він не залишив занять малюванням. Втративши кришталик на лівому оці, Моне знову відновив зір, але став бачити ультрафіолет як блакитний або ліловий колір, від чого його картини знайшли нові кольори. Наприклад, малюючи знамениті «Водяні лілії», він бачив лілеї блакитнуватими в ультрафіолетовому діапазоні, на відміну від звичайних людей, для яких вони були просто білими.
Моне продовжував працювати до останніх днів свого життя. Художник помер у своєму будинку 5 грудня 1926 року в Живерні й був похований на місцевому церковному цвинтарі. Його будинок та сади були відкриті для відвідування в 1981 році.

## Творчість
Писав свої картини рядами малих кольорових цяток чистих спектральних кольорів, а не змішував їх на палітрі, як зазвичай роблять художники. Він розраховував на оптичне суміщення кольорових цяток в зоровому сприйнятті. Завдяки цьому прийому Моне прагнув створити враження м'якої вібрації повітря, і це надає його картинам абсолютно оригінальний вигляд.
Ранні картини Моне, такі як «Жінка в зеленому» (1866), «Жінки в саду» (1867), та деякі пізніші — «Міст в Аржантейлі» (1874), «Скелі в Бель-Іль» (1886) — відзначаються свіжістю і багатством колориту. В пізніших творах, наприклад, «Враження. Схід сонця» (1873), «Бульвар Капуцинок у Парижі», (1873), а особливо в картинах останніх років — серія «Стіжки» (1890–1891), «Тополі» (1891—1892), види Лондона (1900–1904) — Моне захопився передачею суб'єктивних, випадкових, скороминучих вражень, самодостатніми експериментами в розкладанні кольорів. Найкращі твори Моне належать до світових надбань живопису.

## Галерея

### Загальне

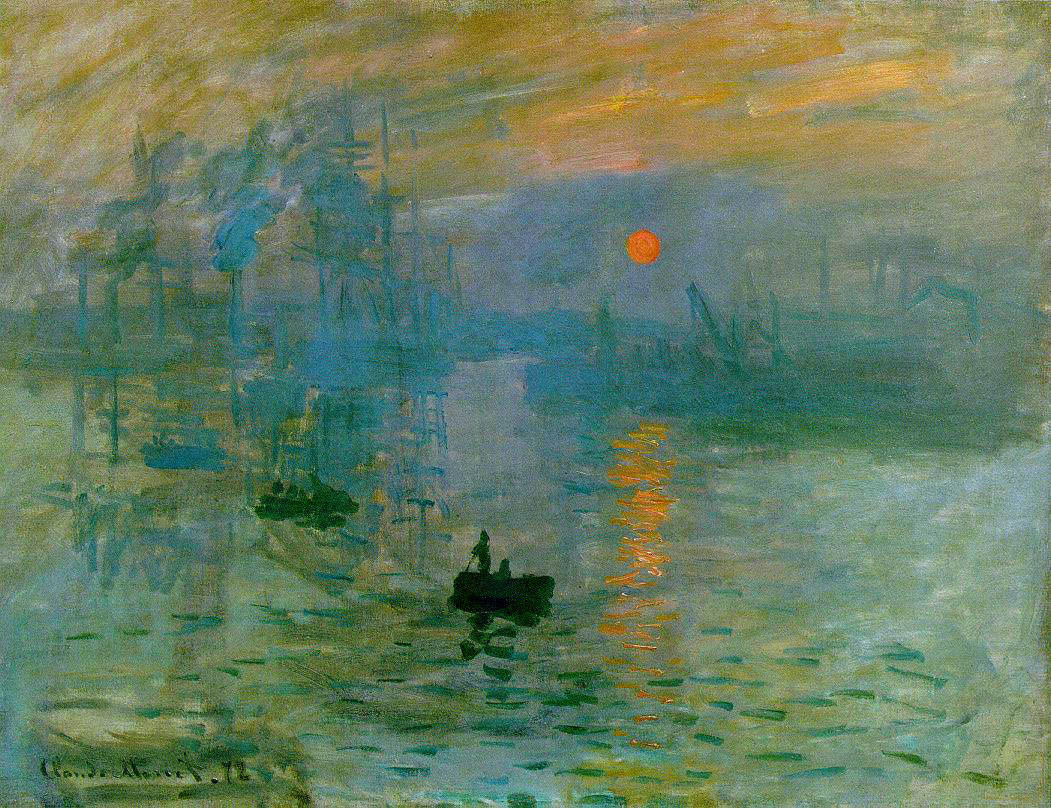
Враження. Схід сонця, 1872. Ця картина дала назву цілому стилю в мистецтві
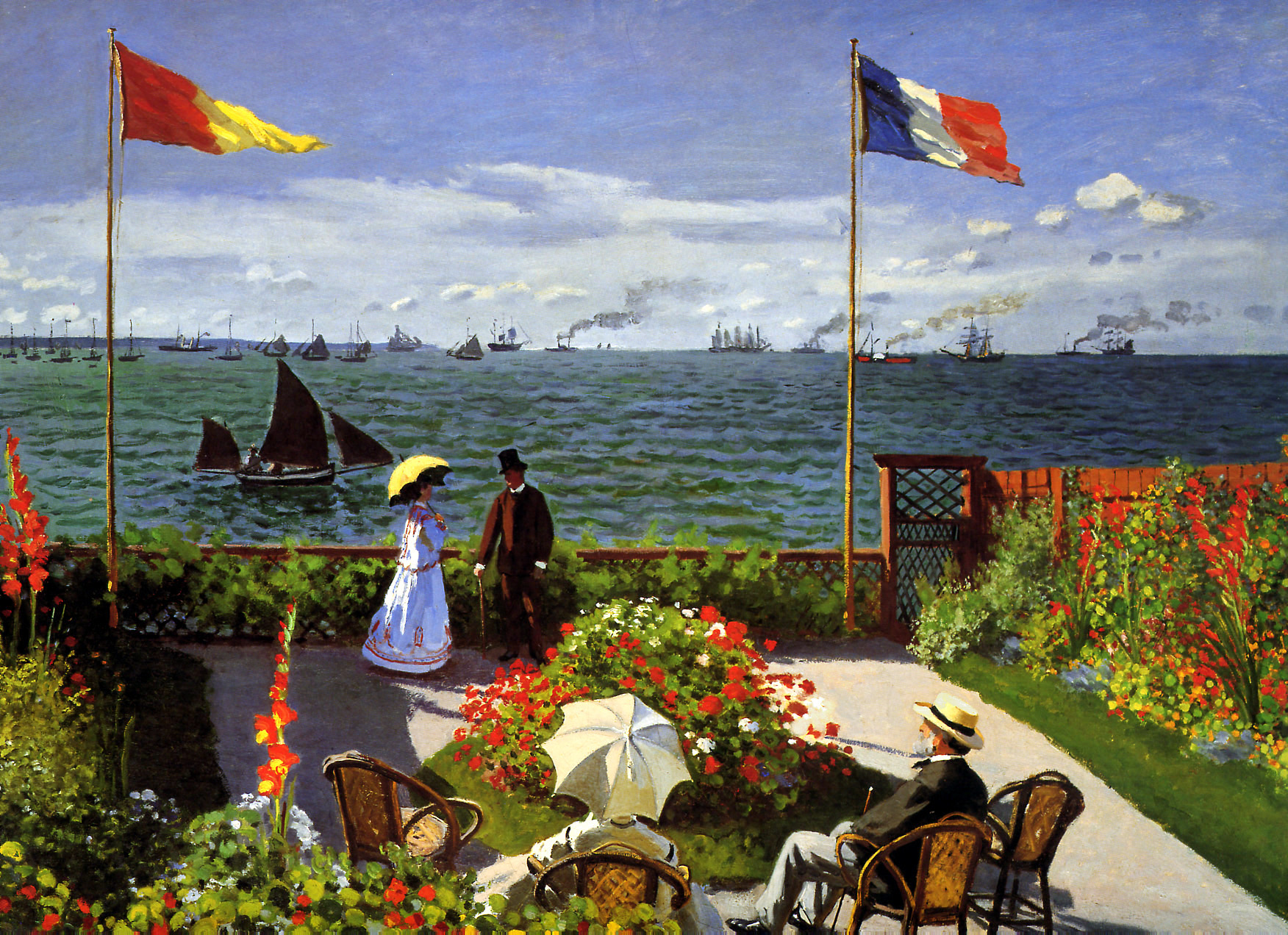
Тераса в Сент-Адресс
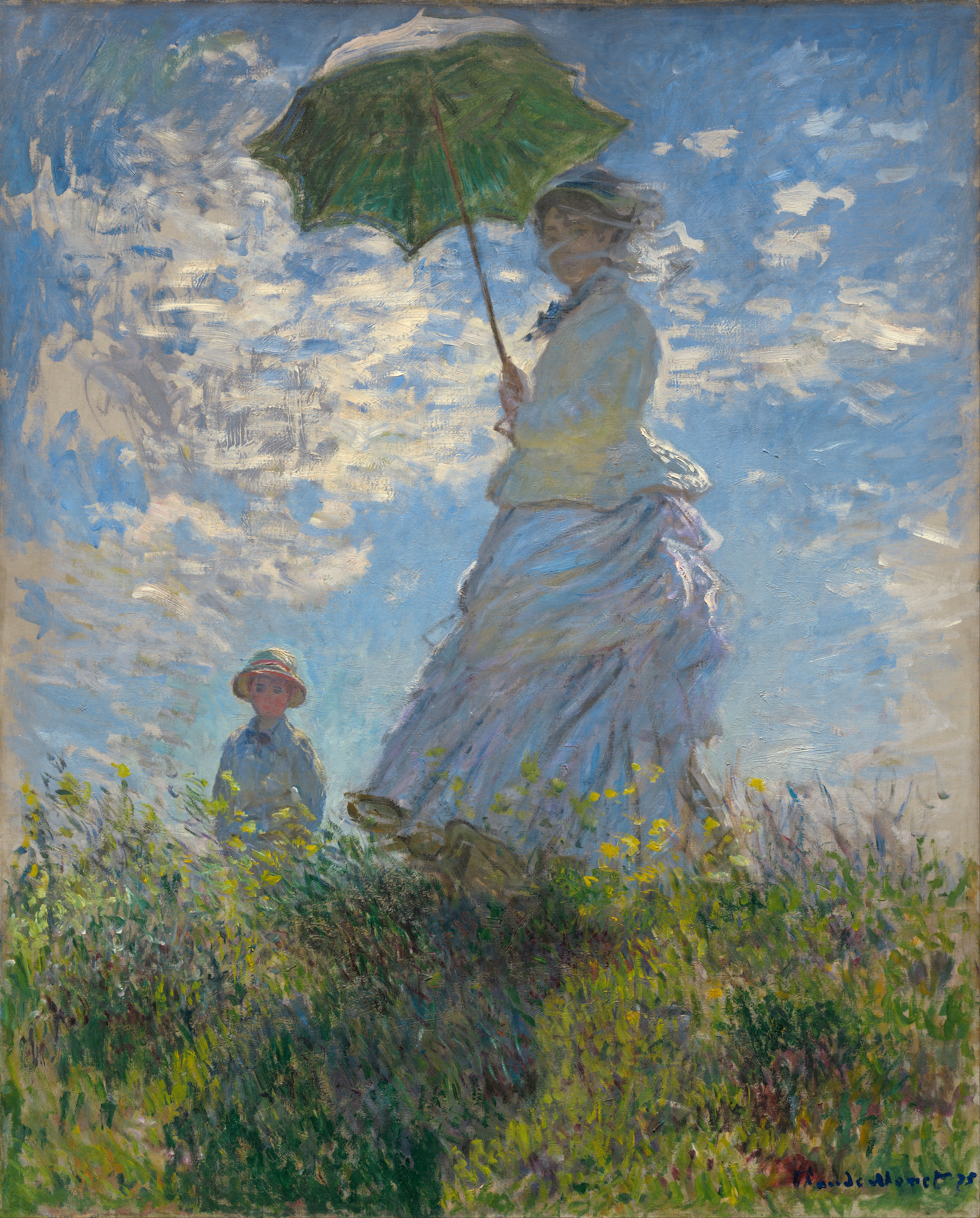
Жінка з парасолькою
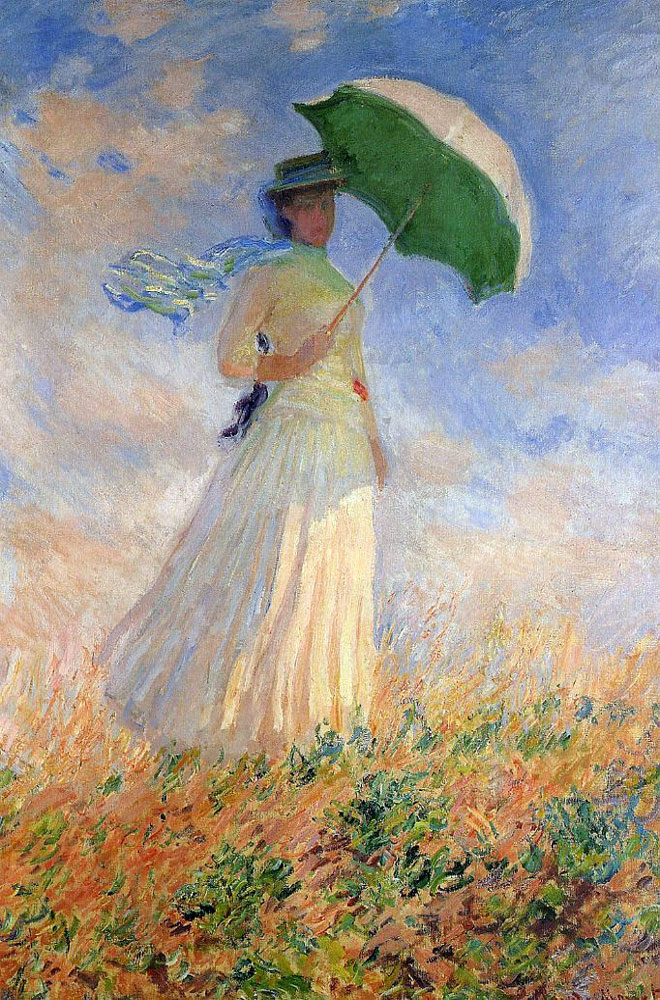
Жінка з парасолькою дивиться праворуч, 1886
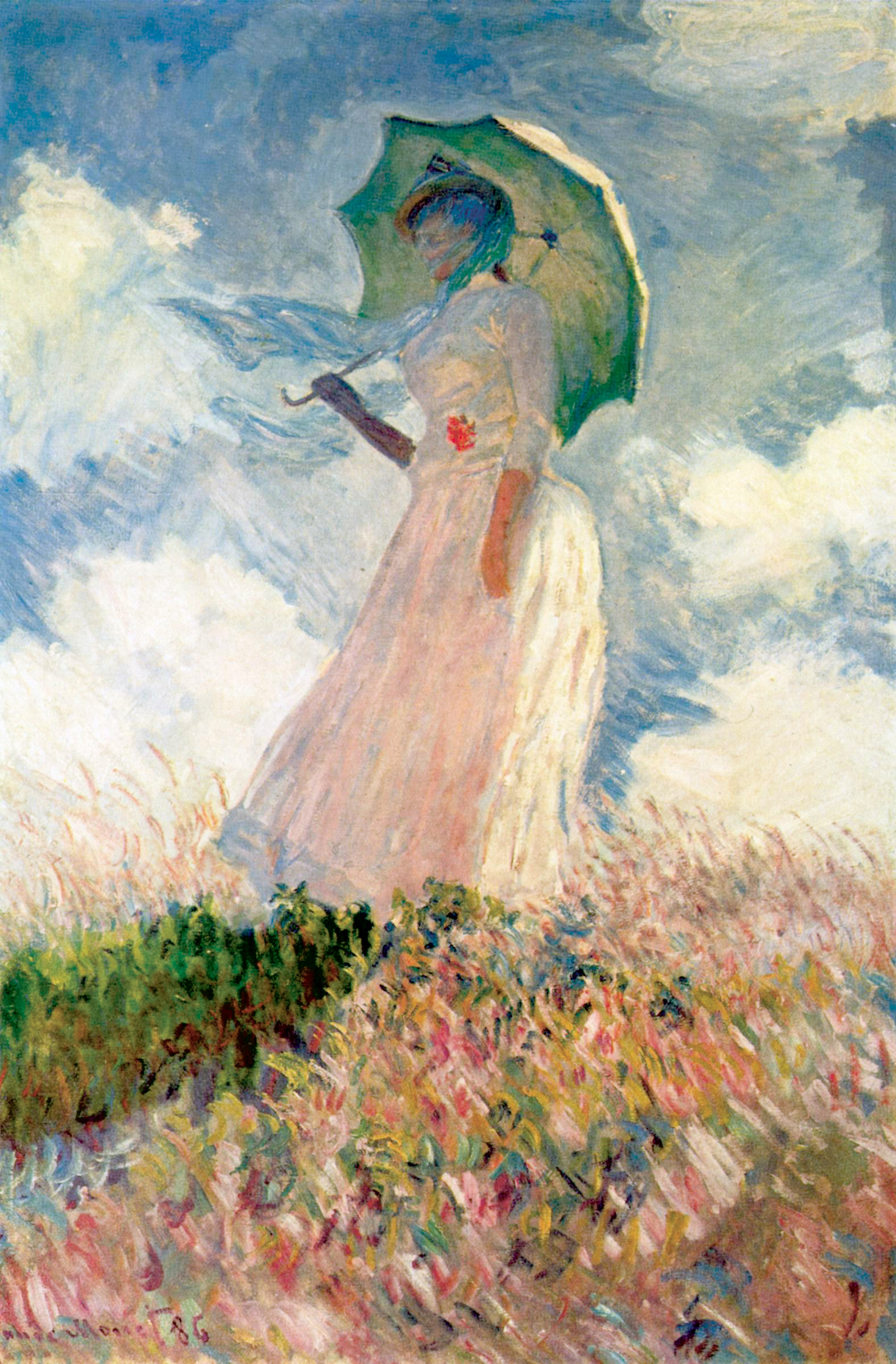
Жінка з парасолькою дивиться ліворуч, 1886
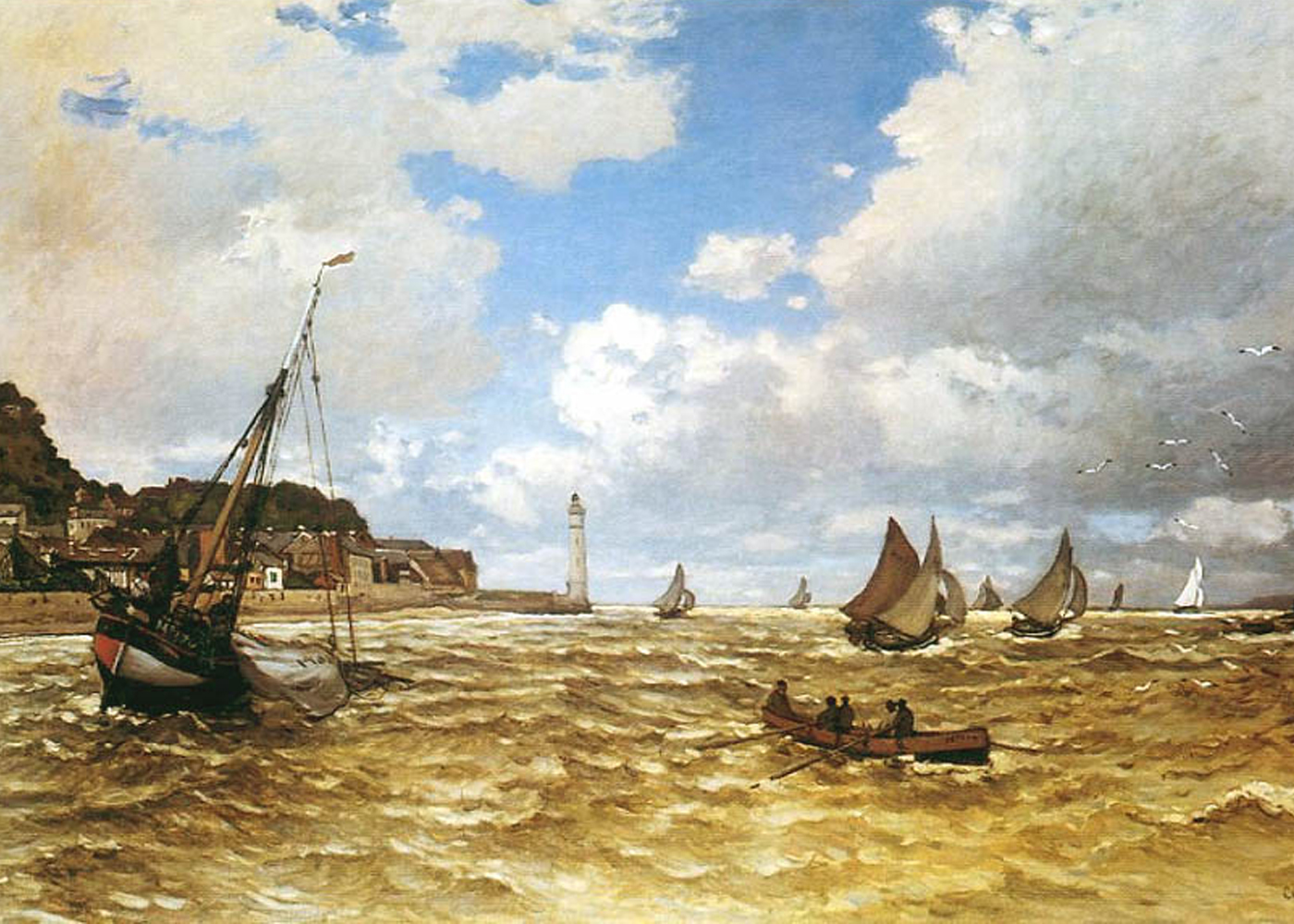
Гирло Сени, 1865
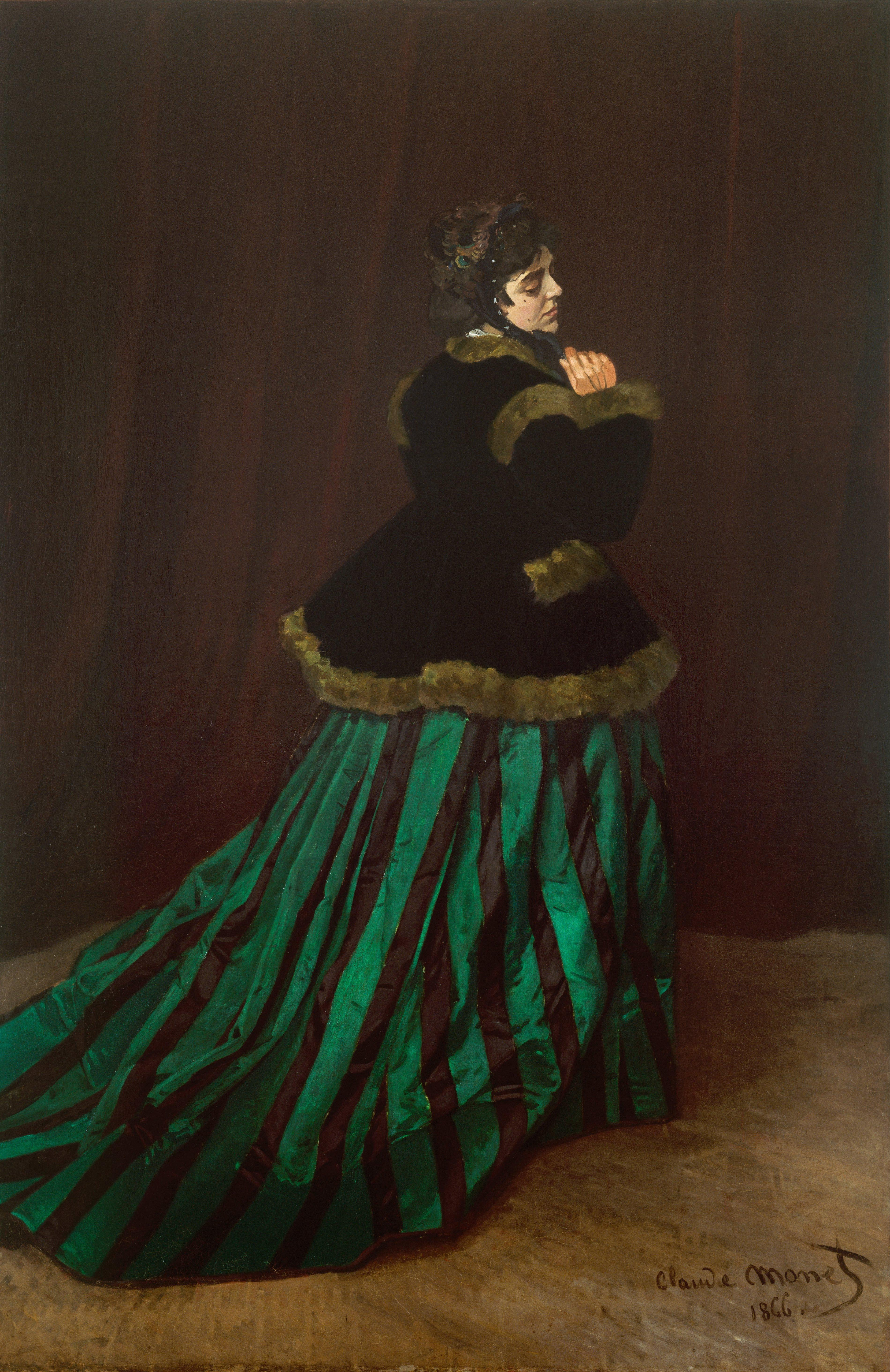
Жінка в зеленому, 1866
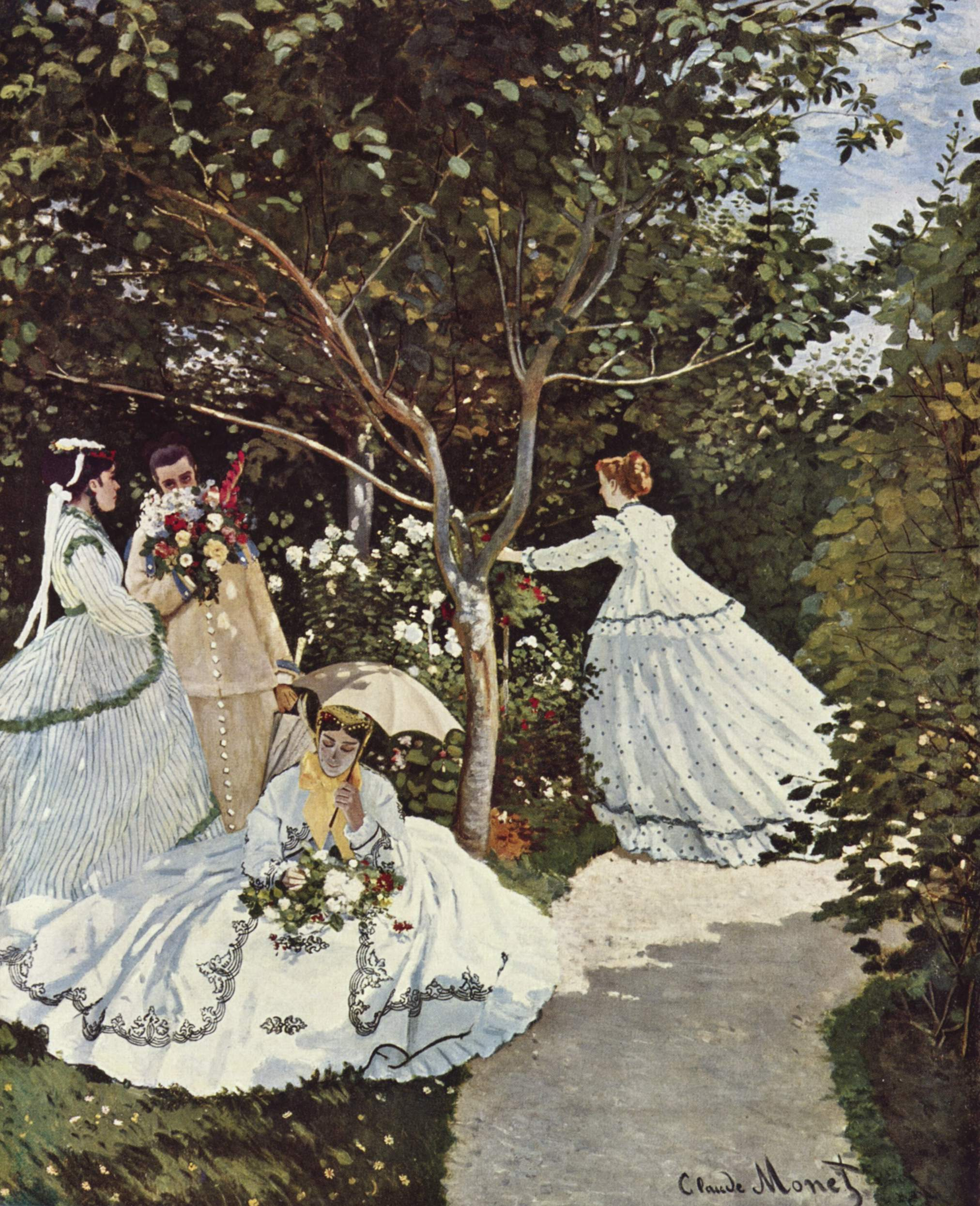
Жінки в саду, 1866-1867
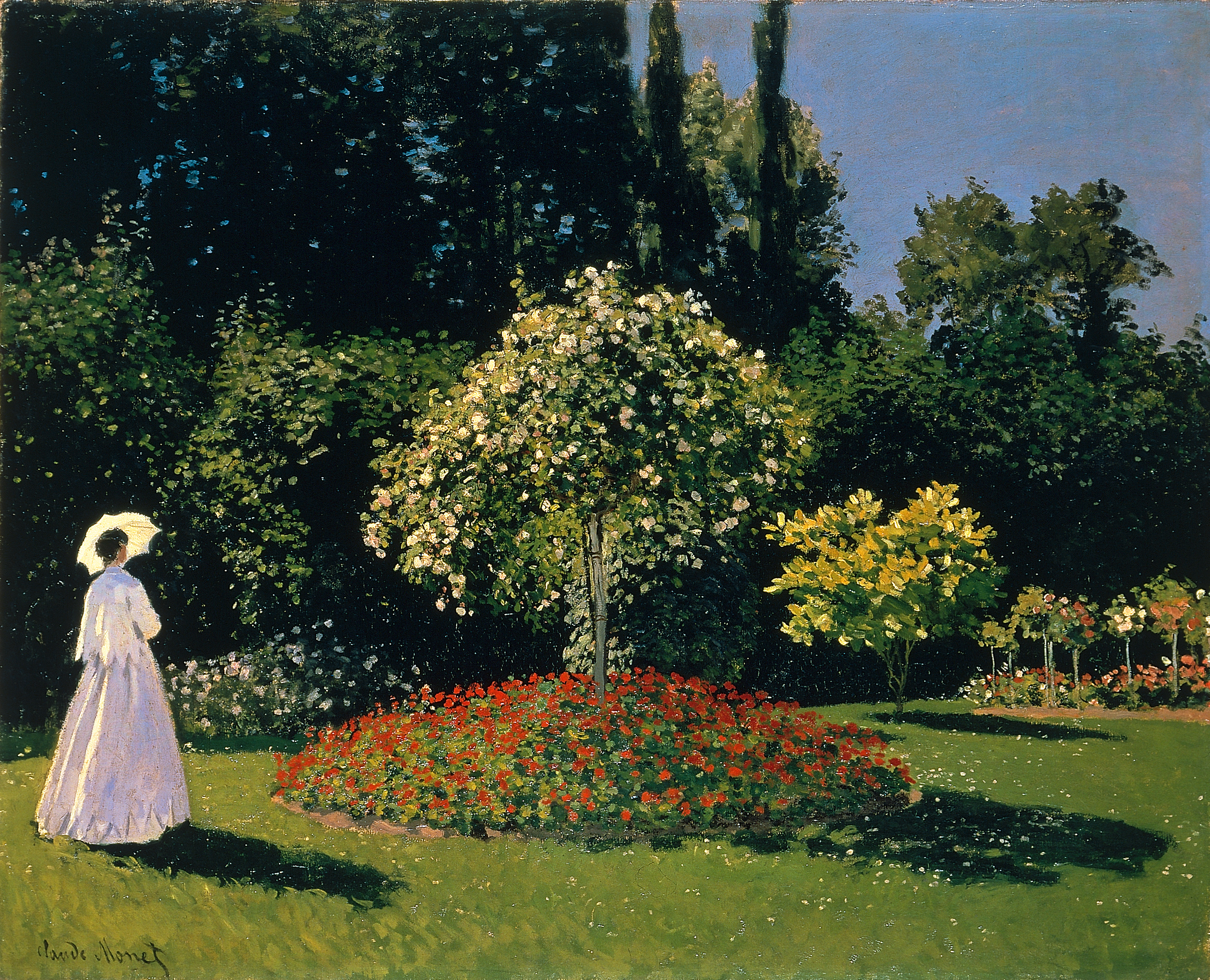
Жінка в саду, 1867
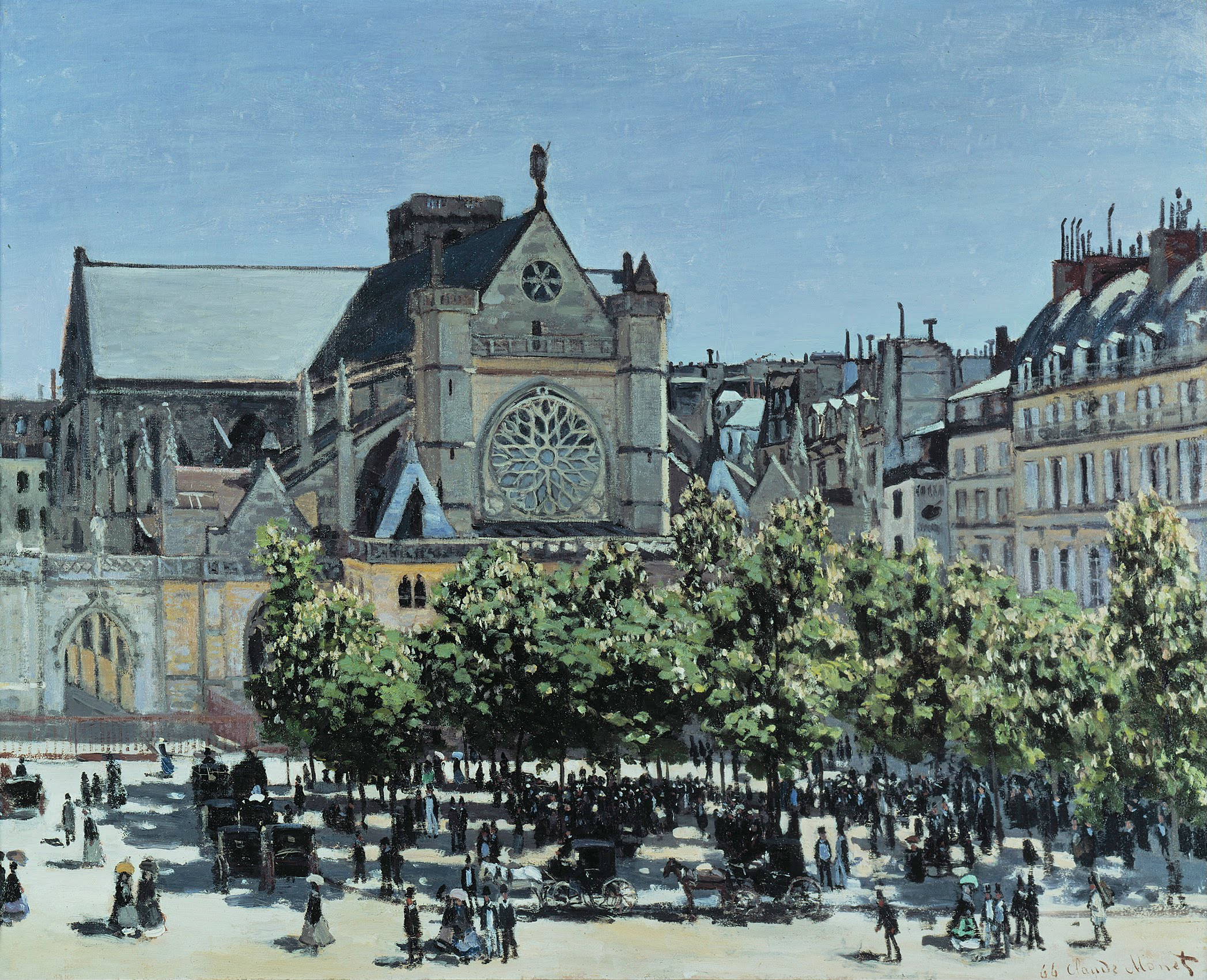
«Церква Сен-Жермен-л'Осерруа», Париж, 1867, Стара національна галерея (Берлін), Німеччина
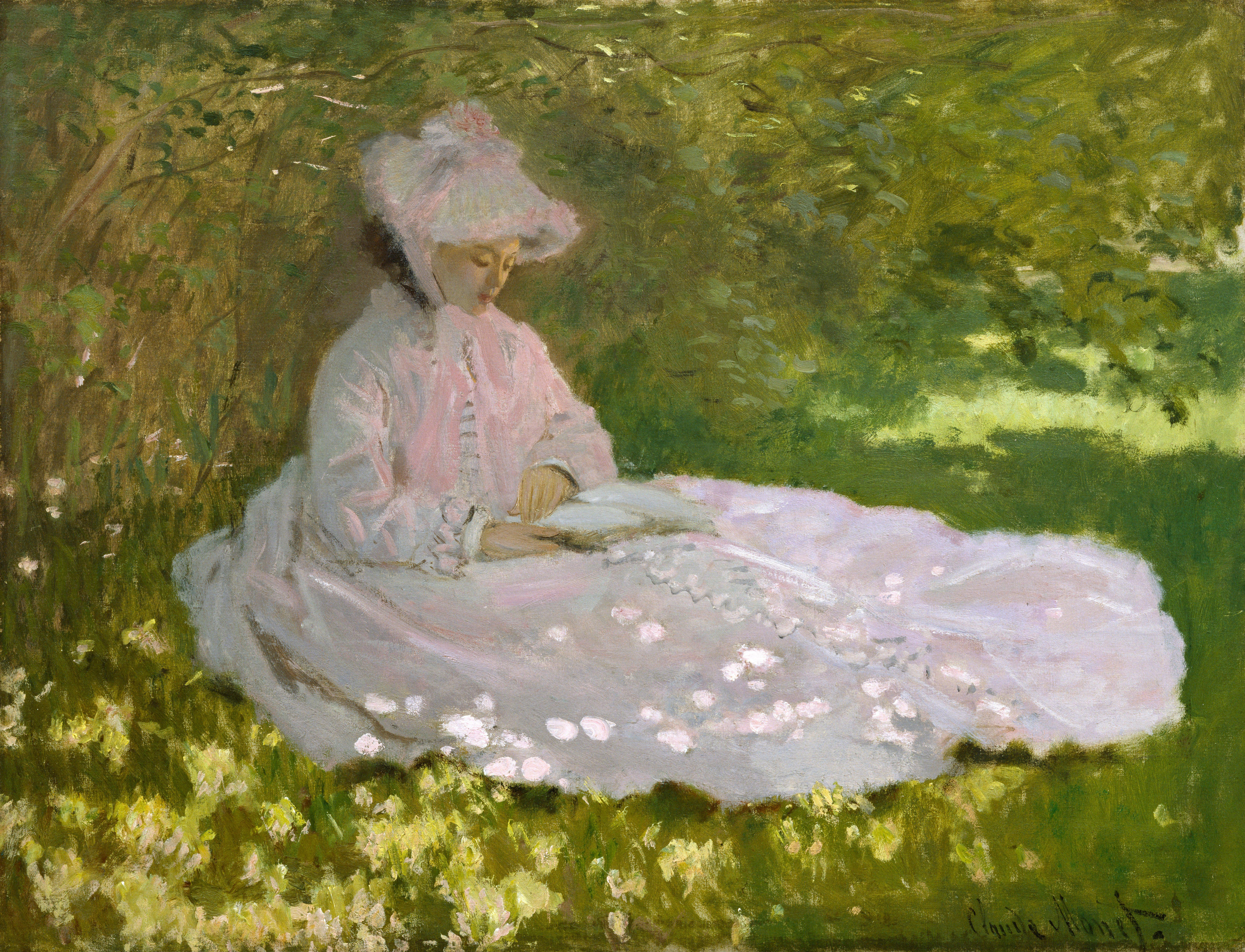
Весна, 1872
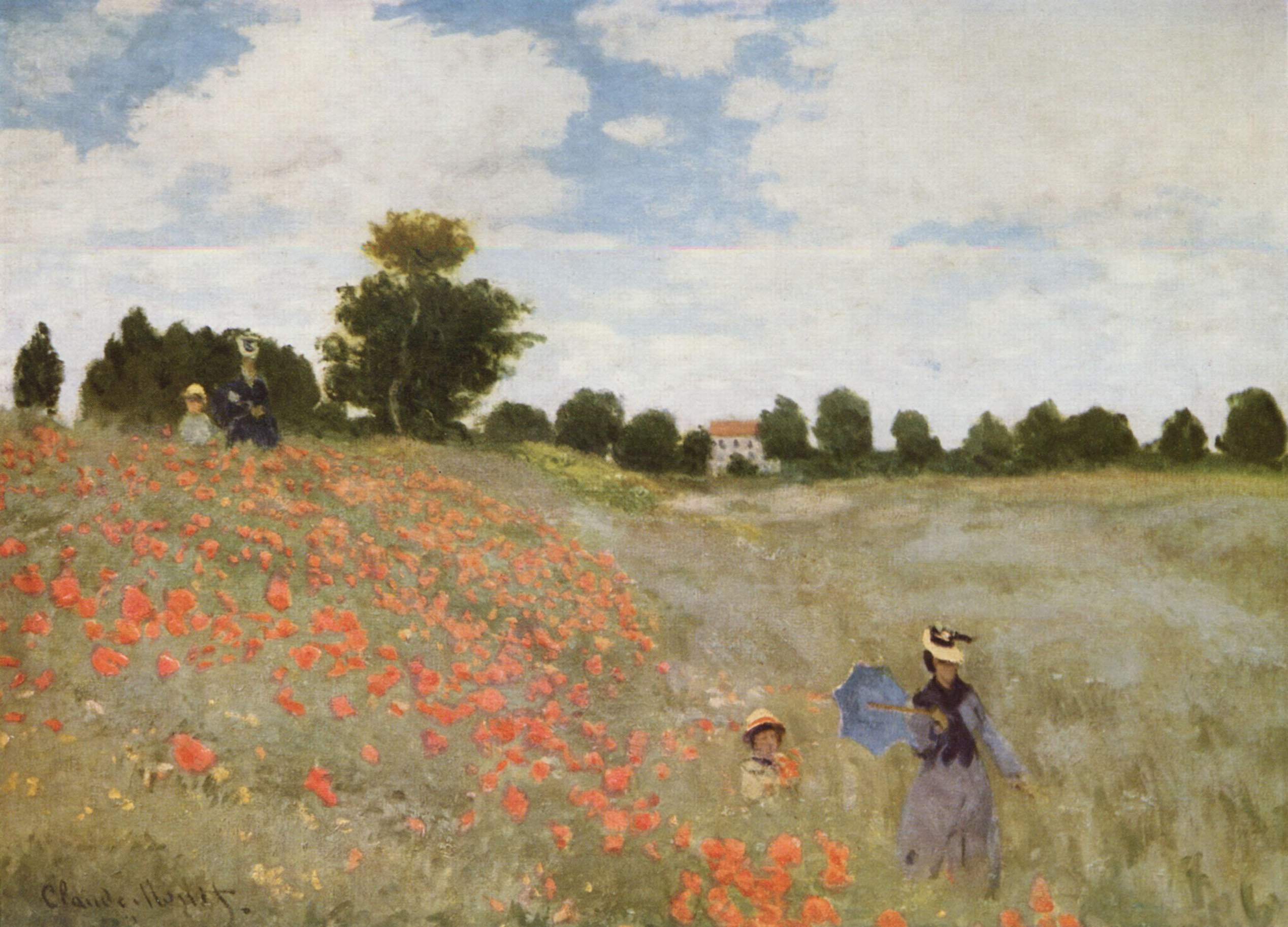
Поле маків, 1873
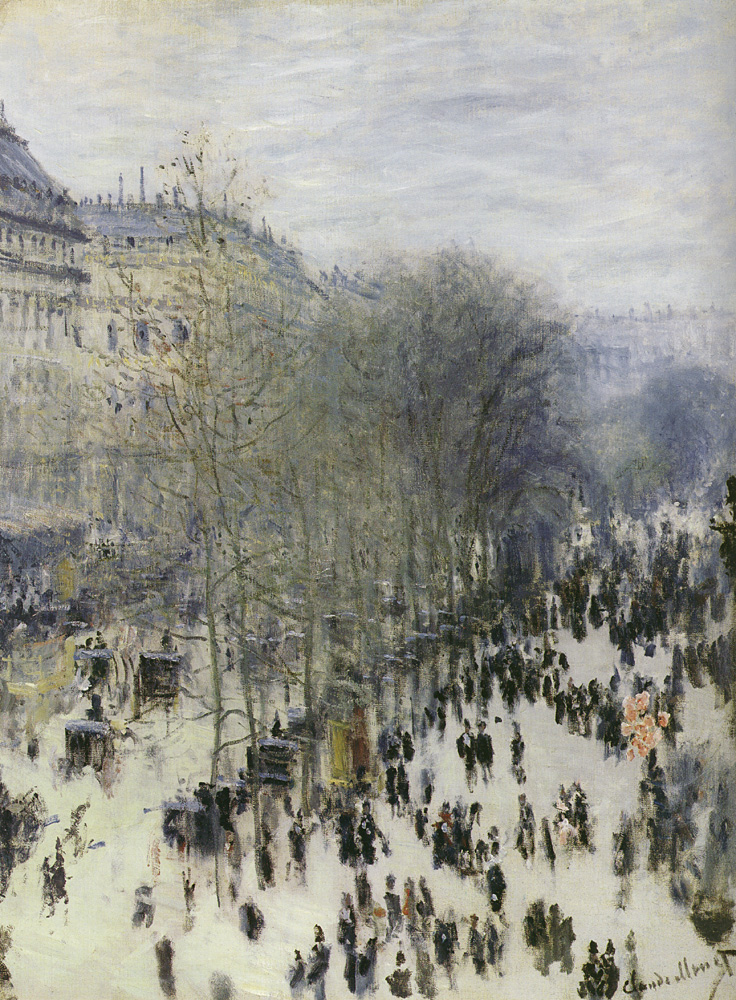
Бульвар Капуцинок у Парижі, 1873
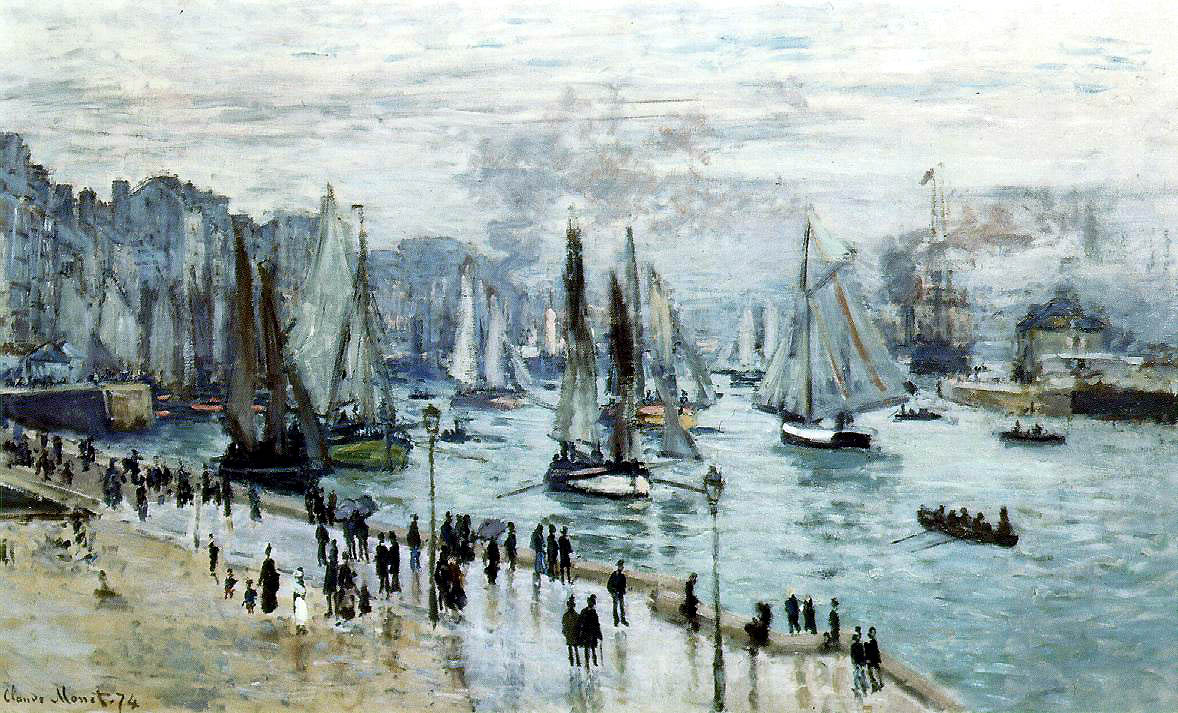
Гавр, 1874
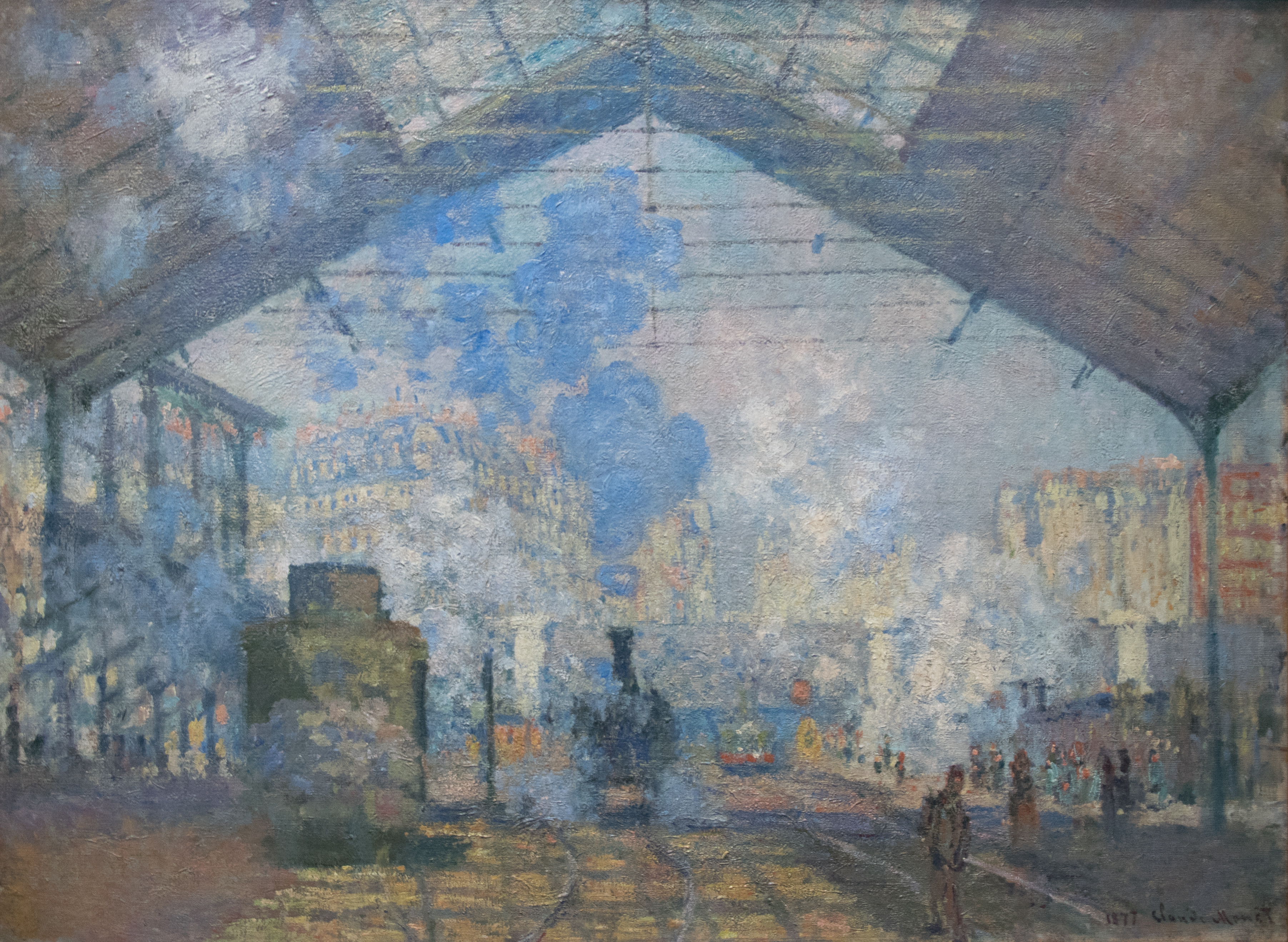
Вокзал Сен-Лазар, 1877
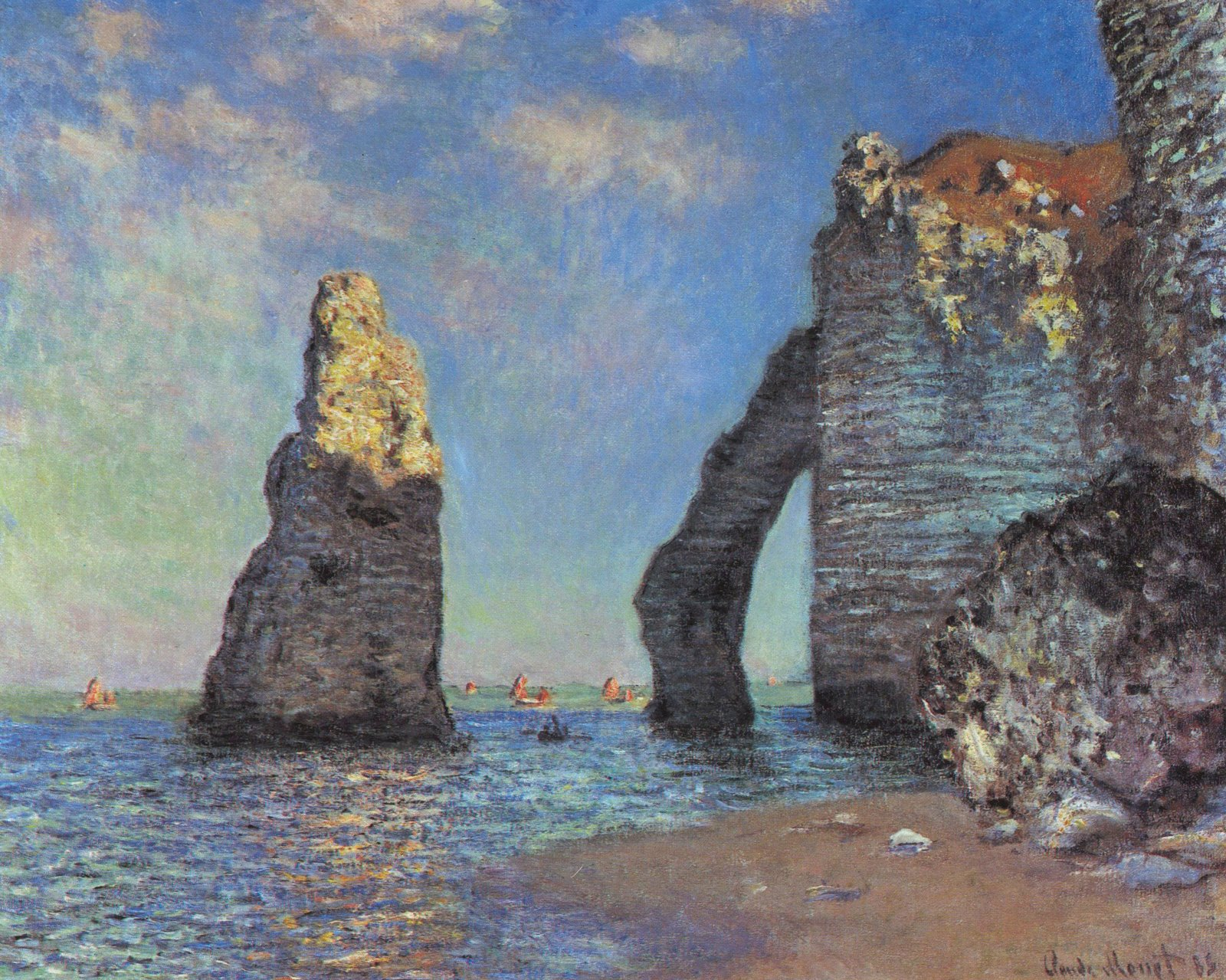
Скелі в Етреті, 1885
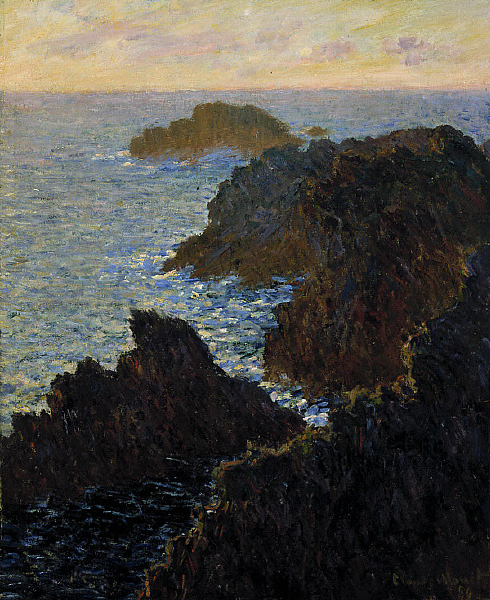
Скелі в Бель-Іль, 1886
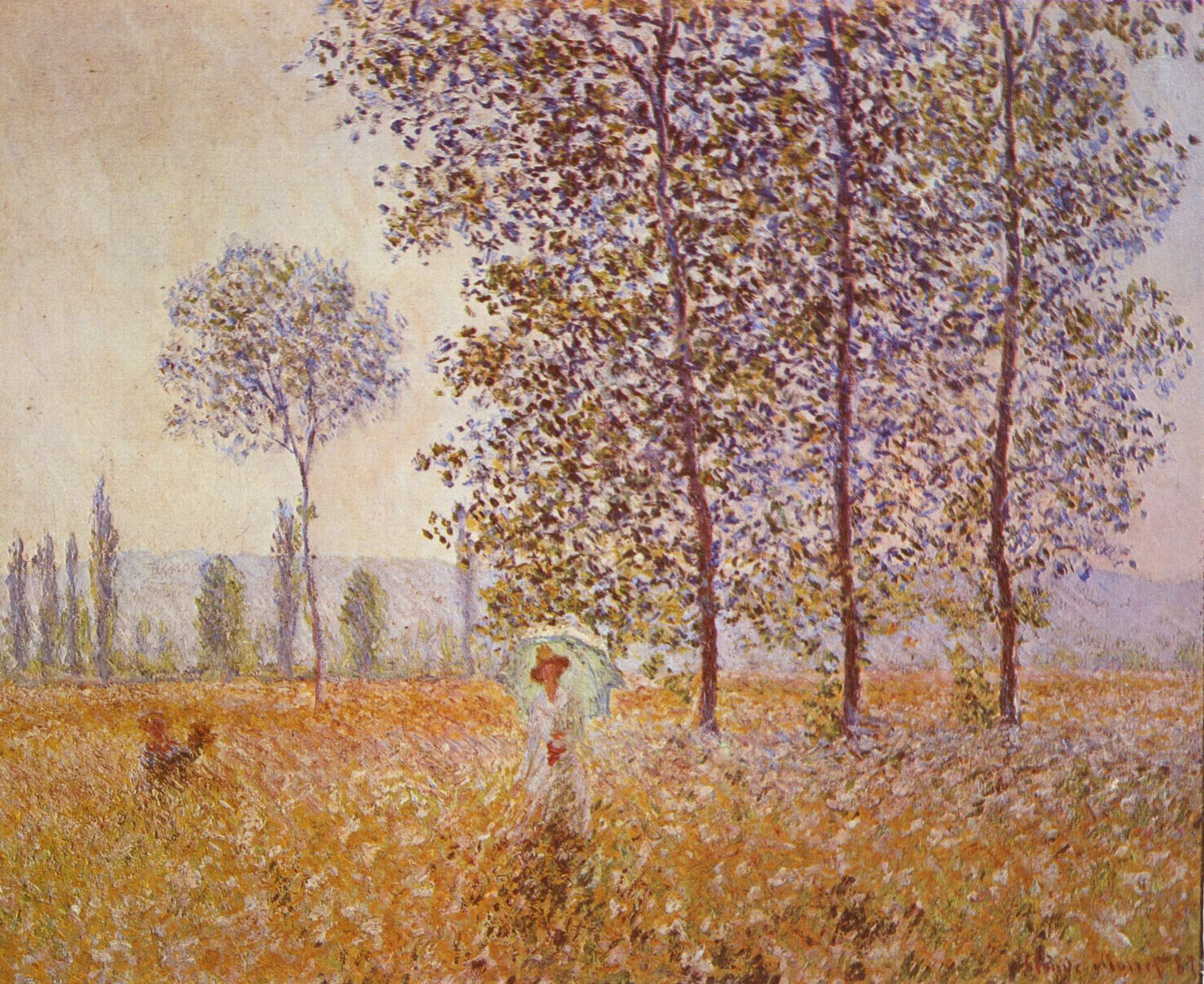
Тополі на сонці, 1887
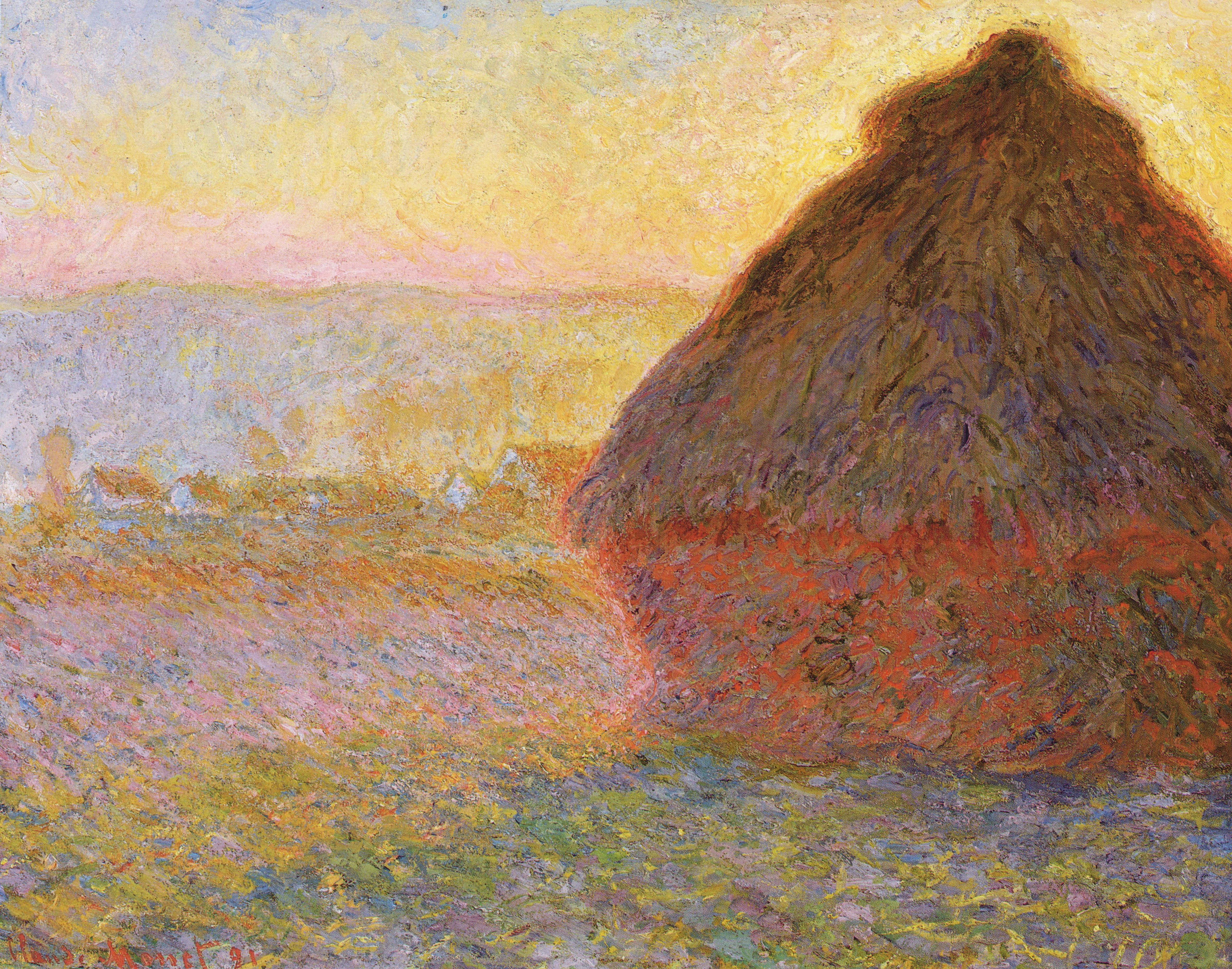
Копиця (захід), 1891
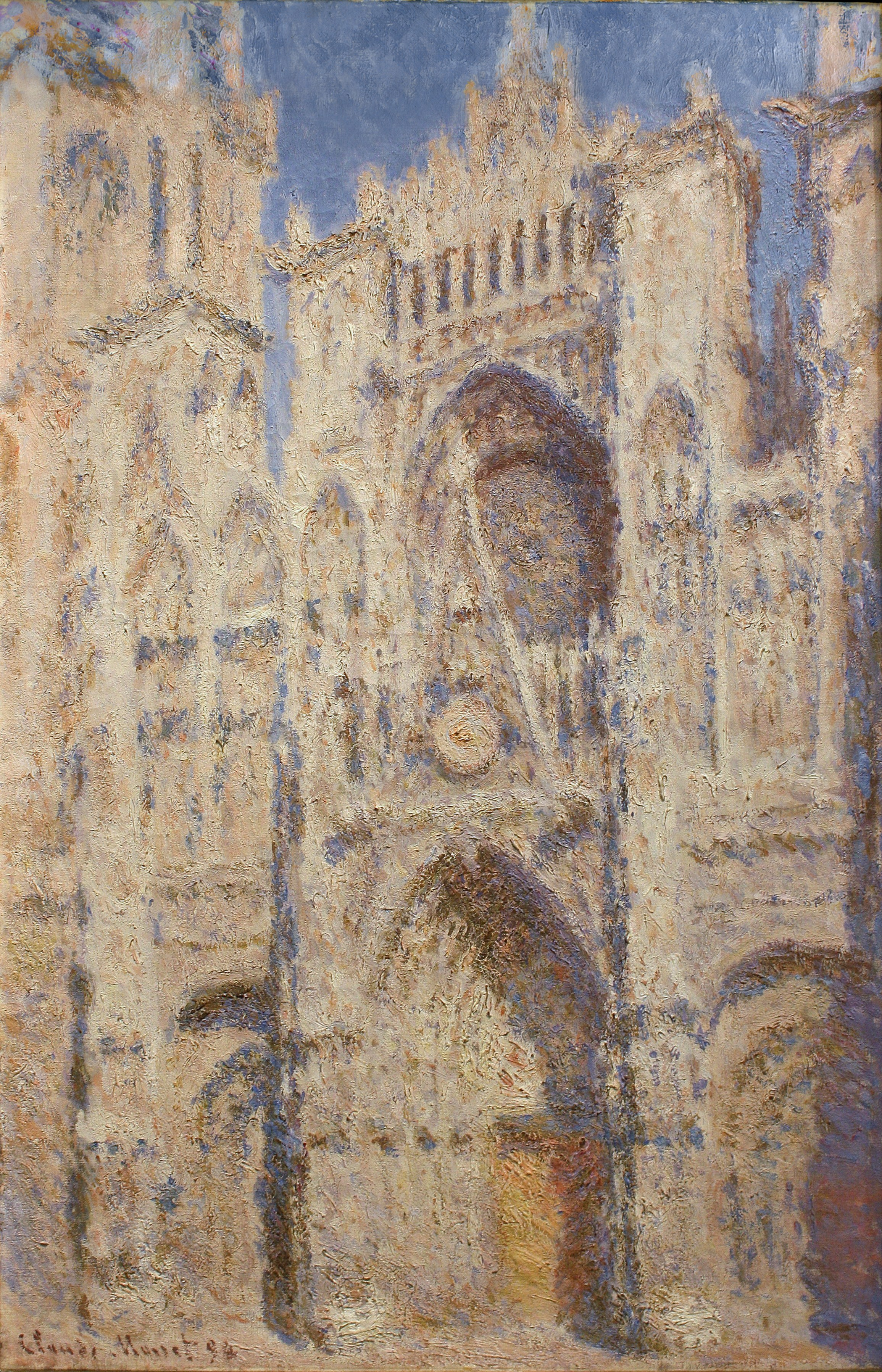
Руанський собор, портал (сонячне світло), 1894
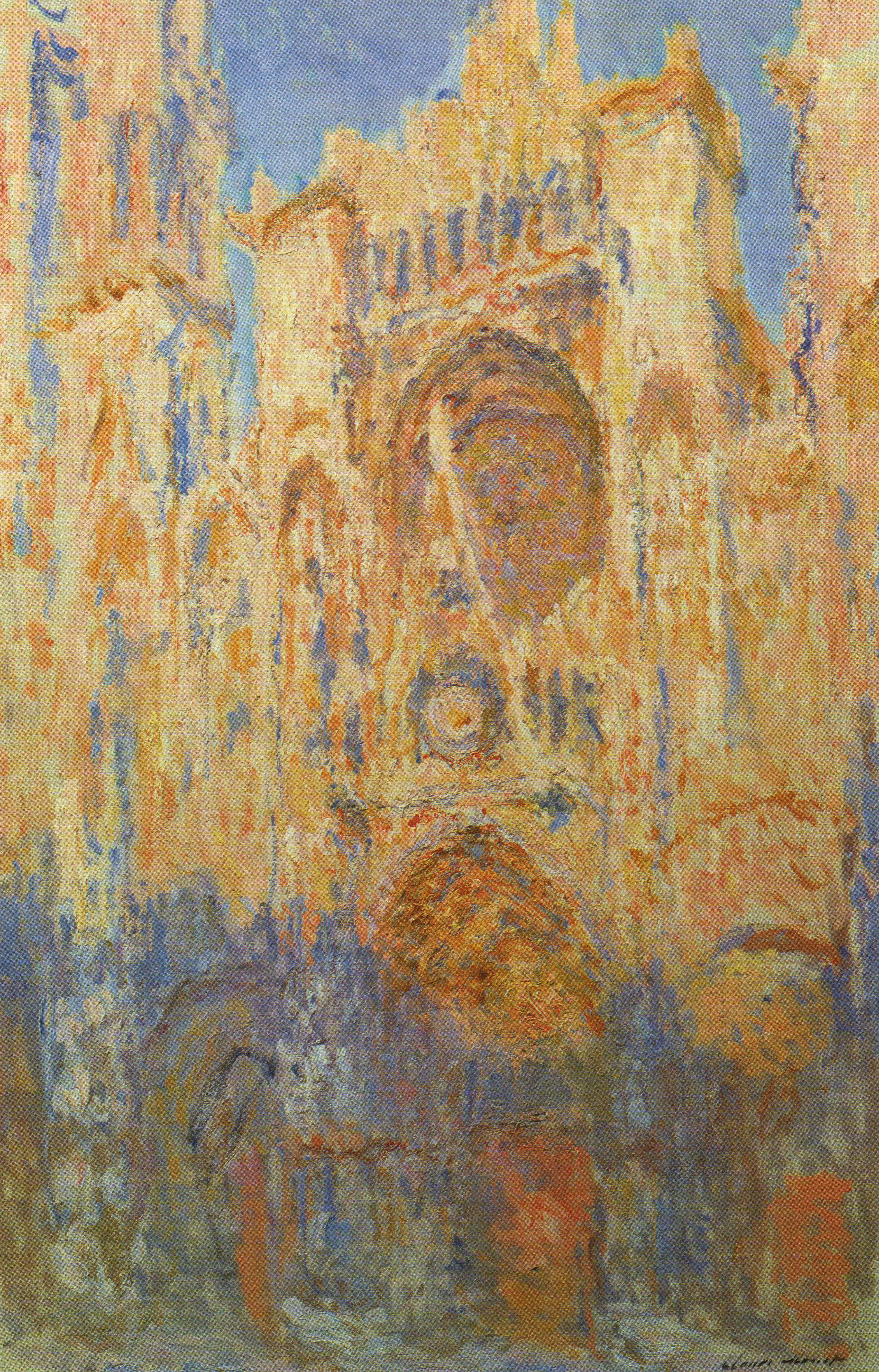
Руанський собор, фасад (захід)
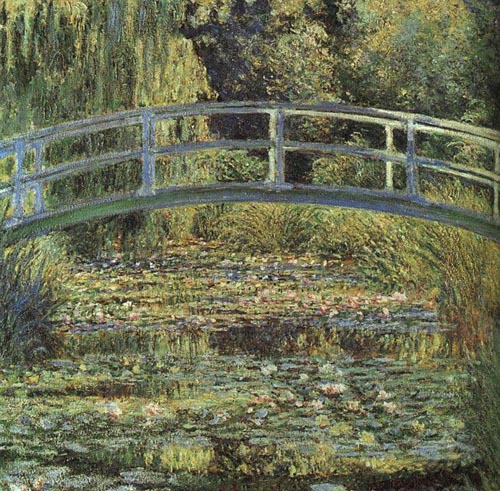
Став з лілеями, 1899
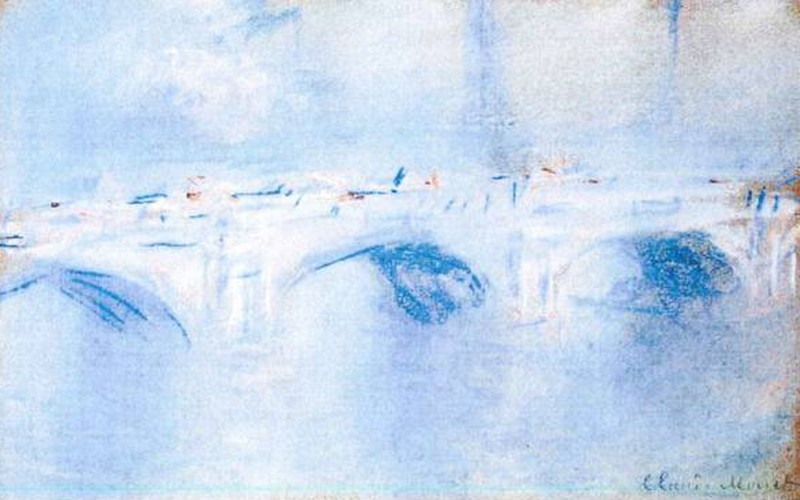
Міст Ватерлоо, (у 2012 році викрадена з музею Кюнстгал)
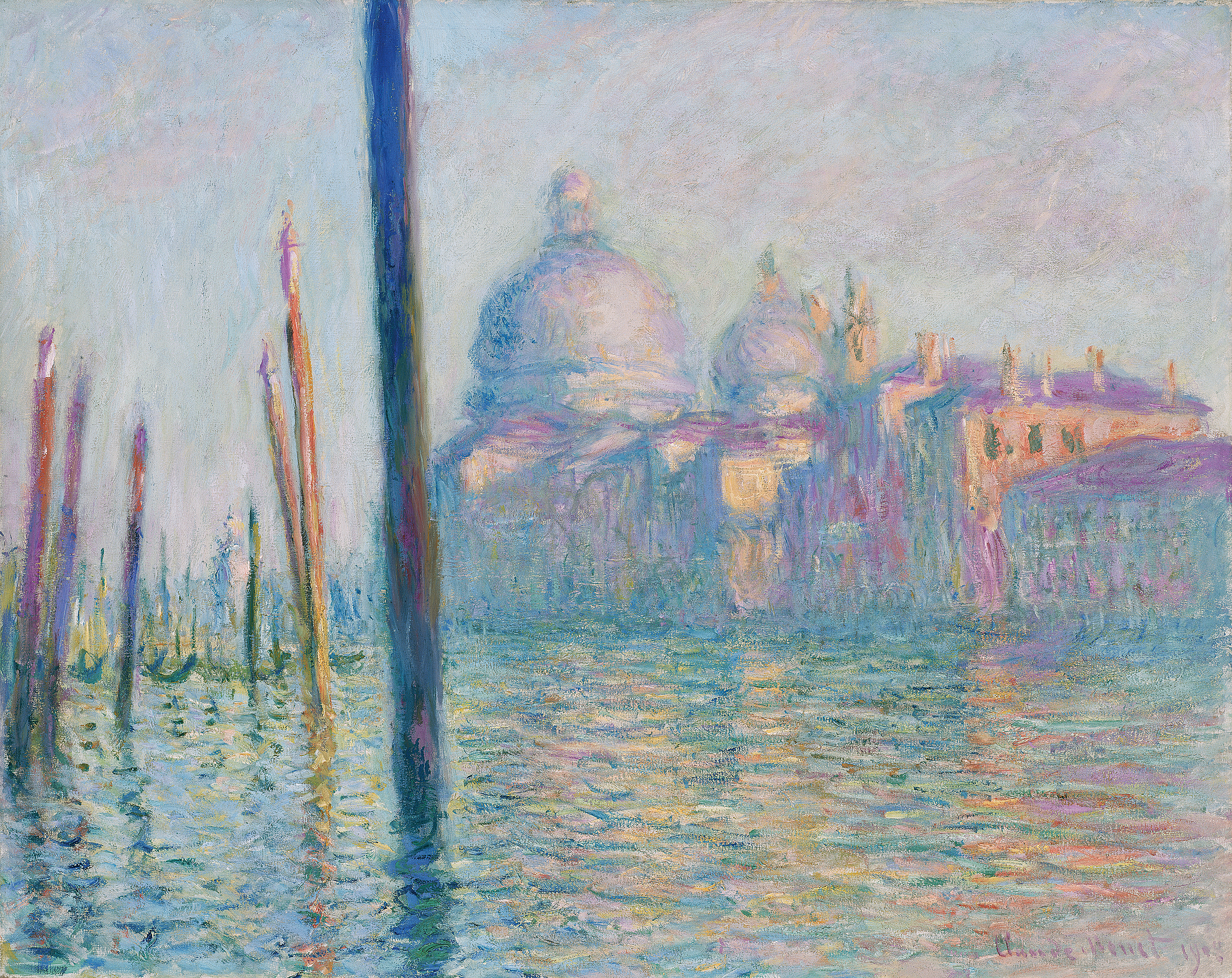
Ґранд-канал, 1908
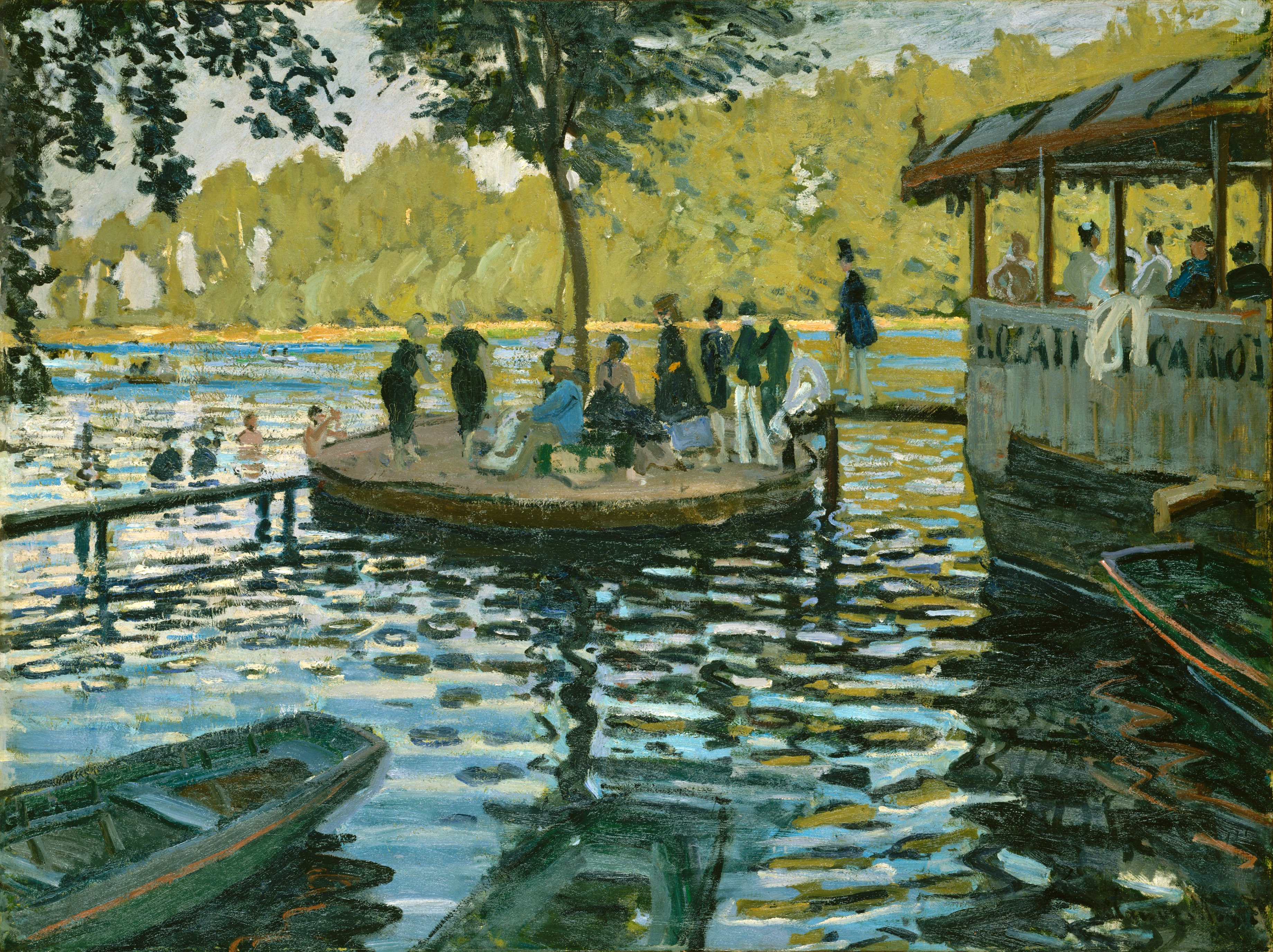
Жабник
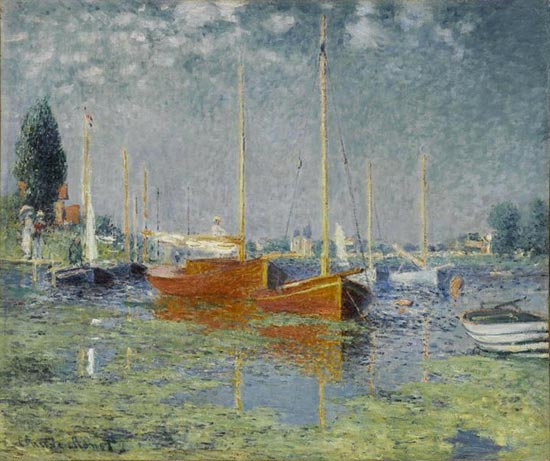
Аржантей
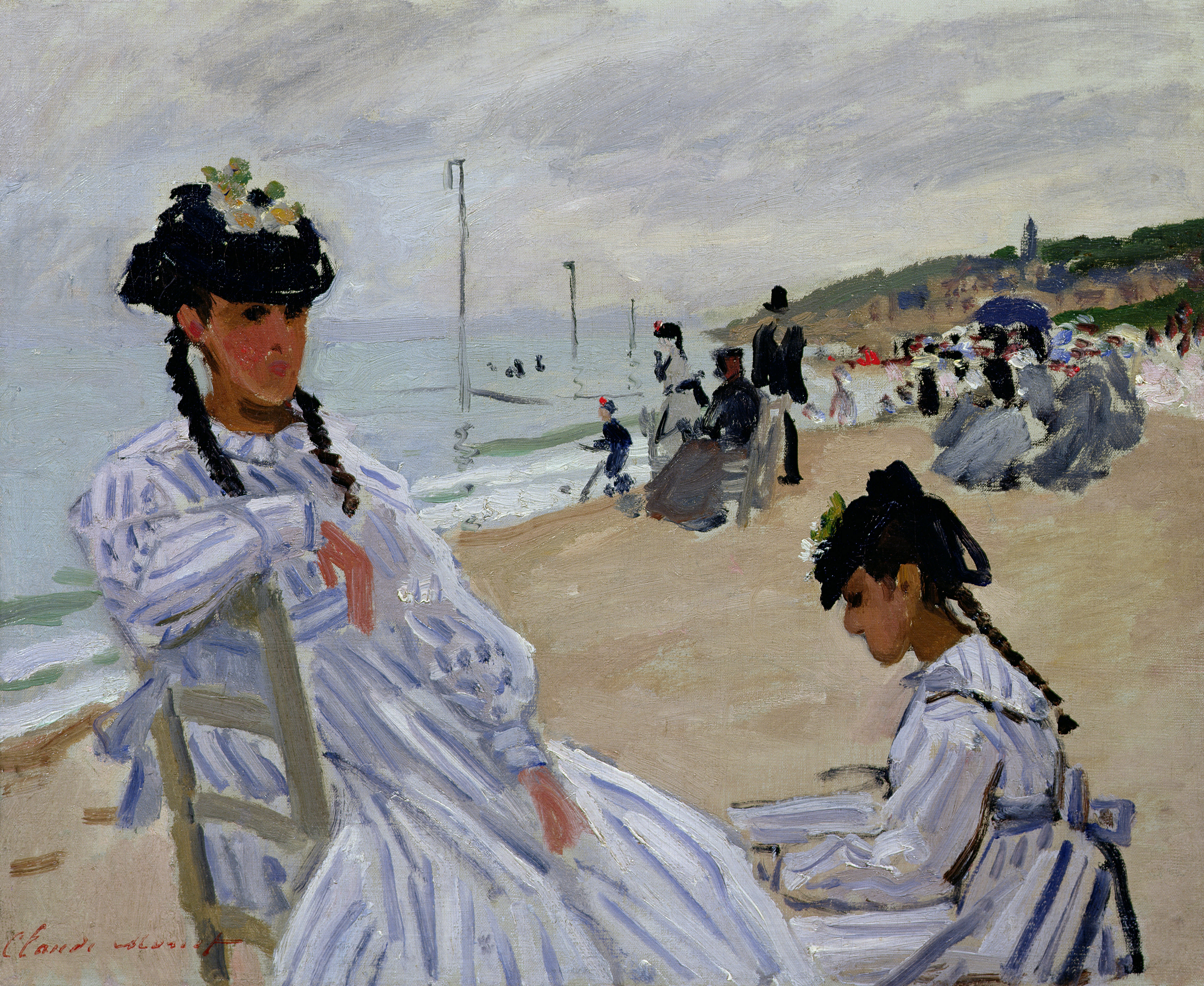
Sur la plage à Trouville
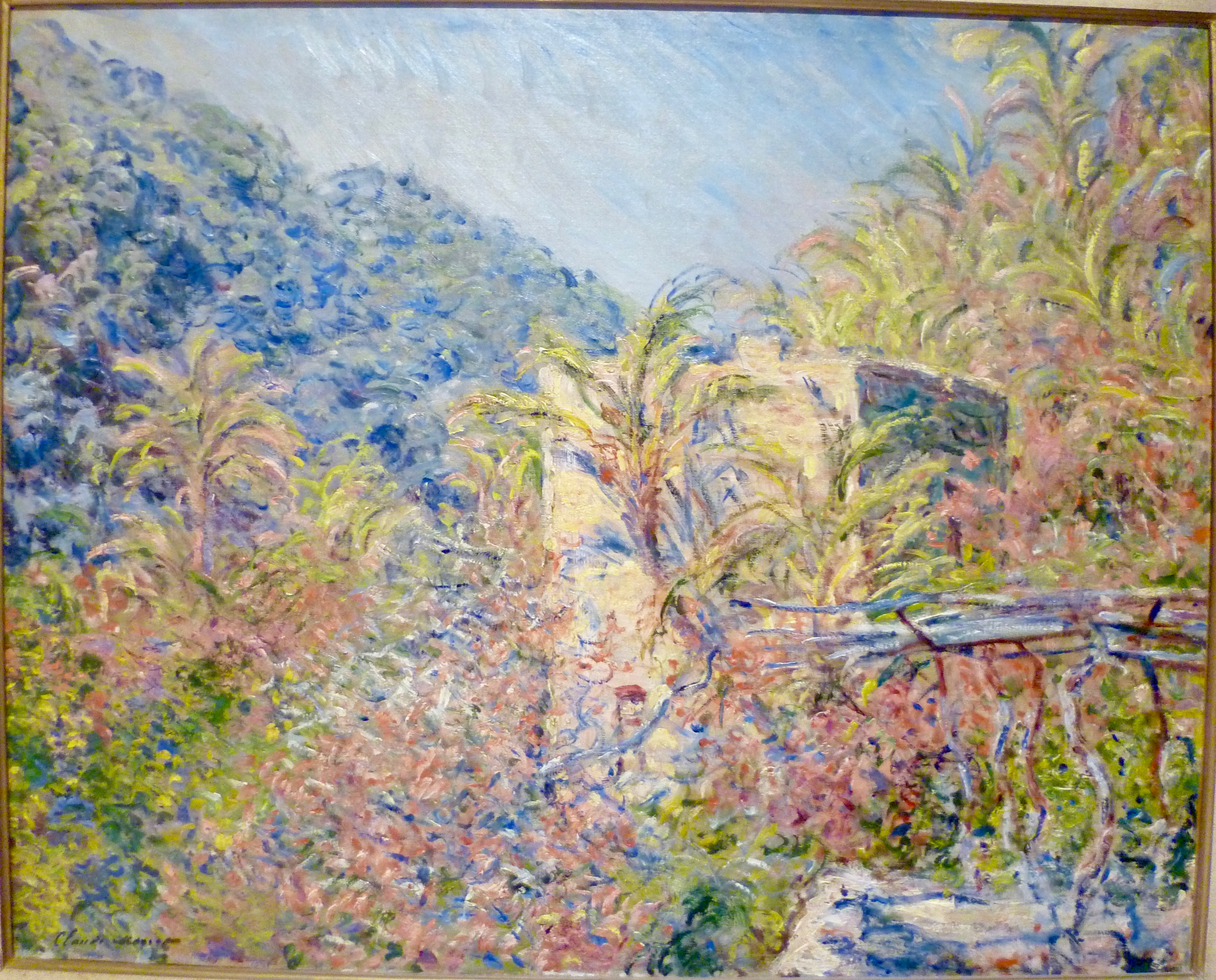
Vallée de Sasso. Effet de soleil
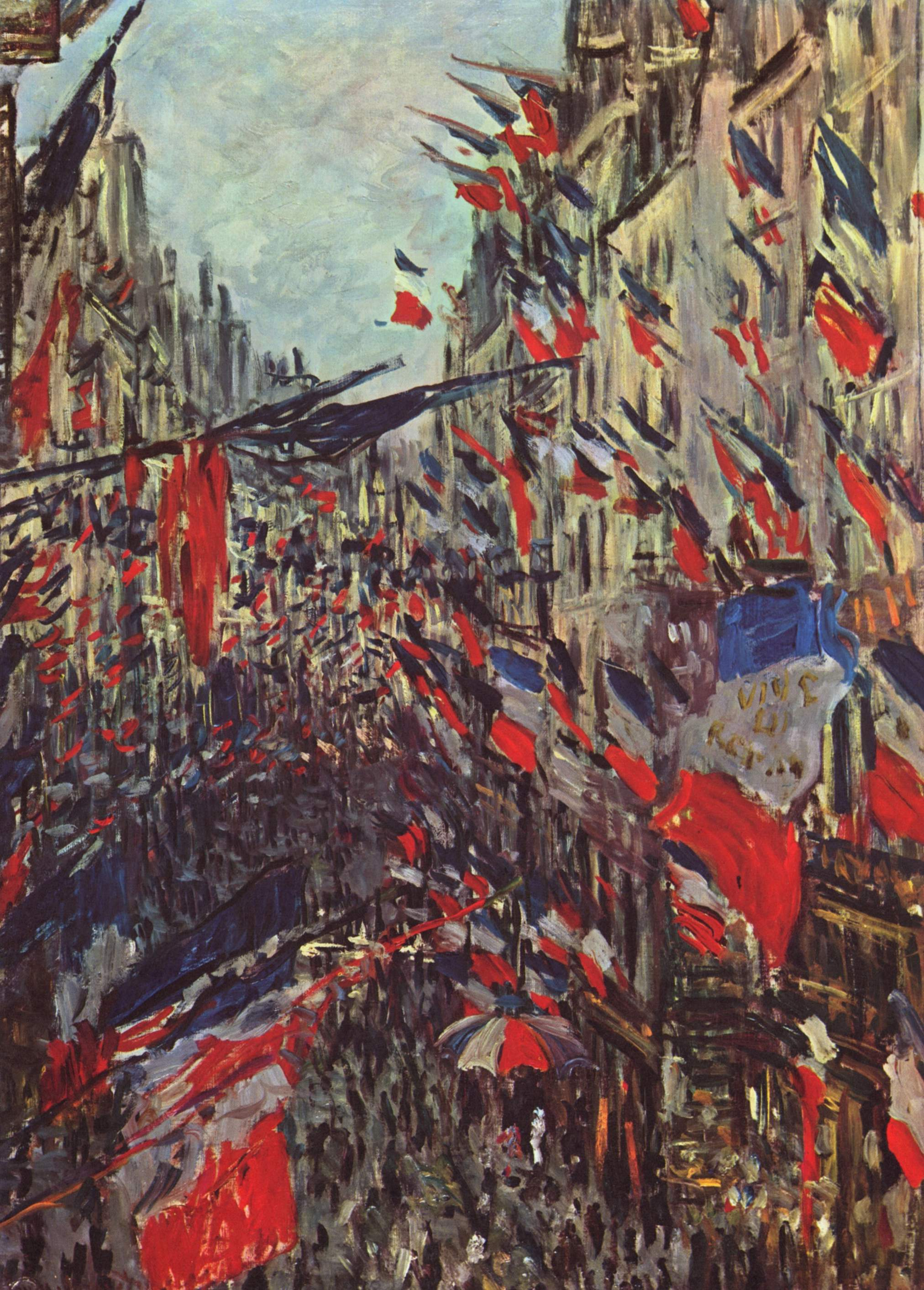
Рю Сан-Дені. Руанський музей образотворчого мистецтва

### Натюрморти

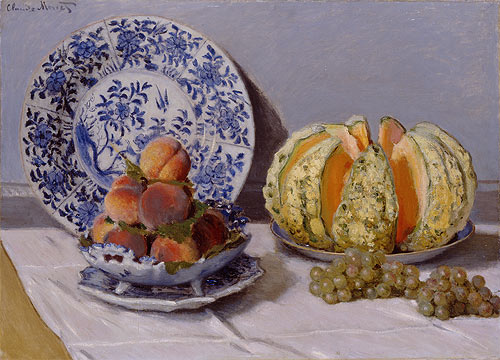
«Натюрморт з порцеляною, динею та фруктами», 1872. Музей Калуста Гульбенкяна, Лісабон
«Весняні квіти», 1864

### Водяні лілії

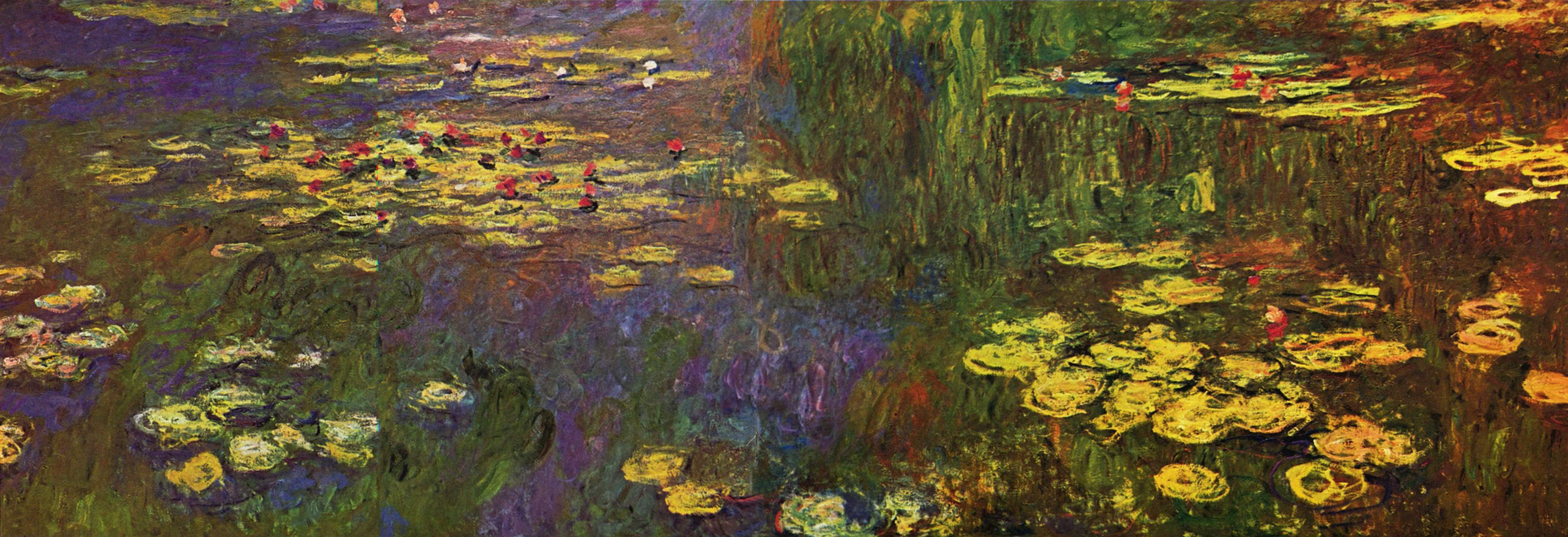
Водяні лілії, 1920–1926, Музей Оранжері
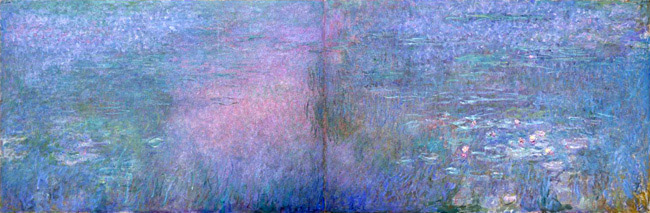
Ставок з водяними ліліями, c.1915–1926, Художній музей Чічу, Наошіма, Каґава, Японія
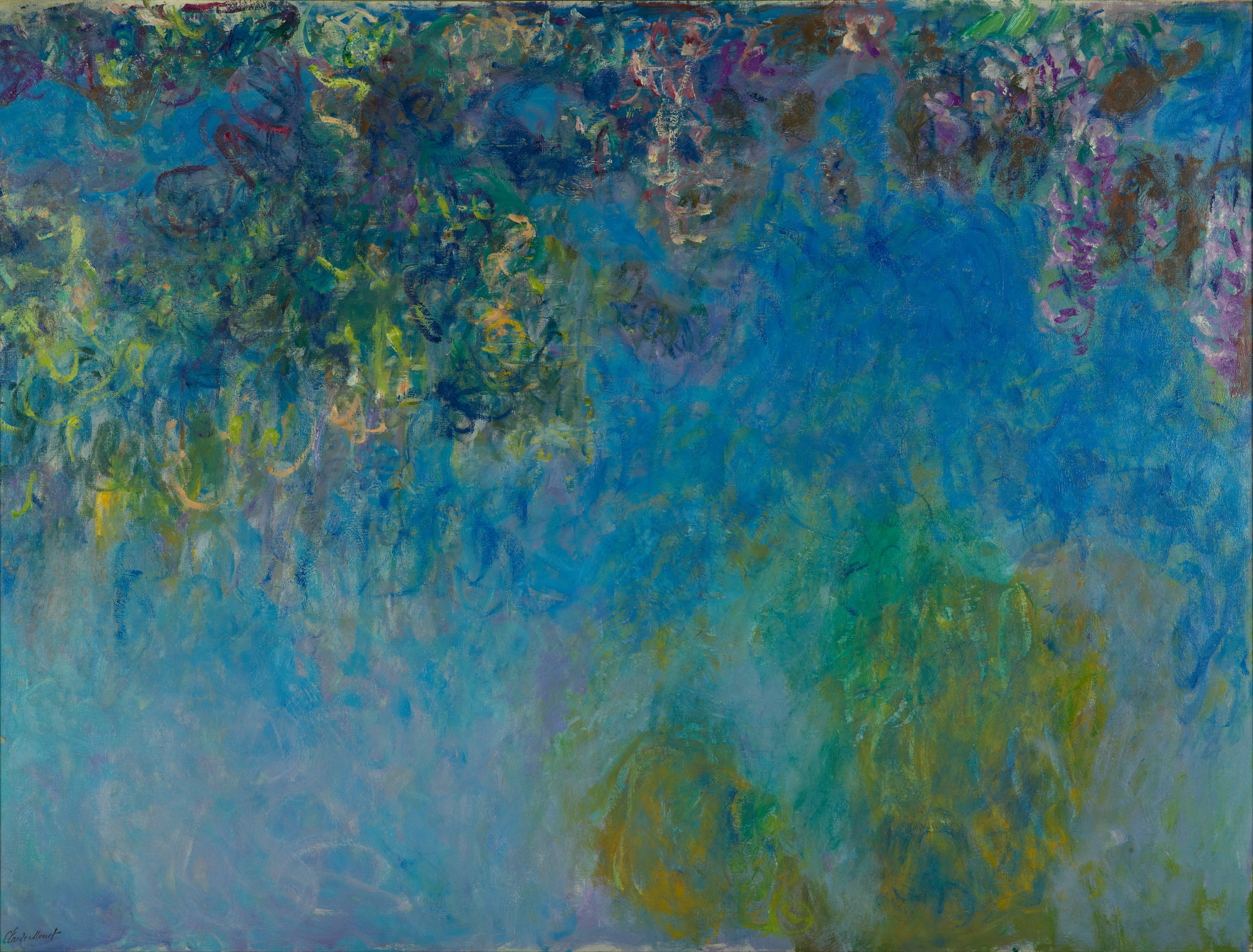
Вістерія, 1925, Гаазький муніципальний музей
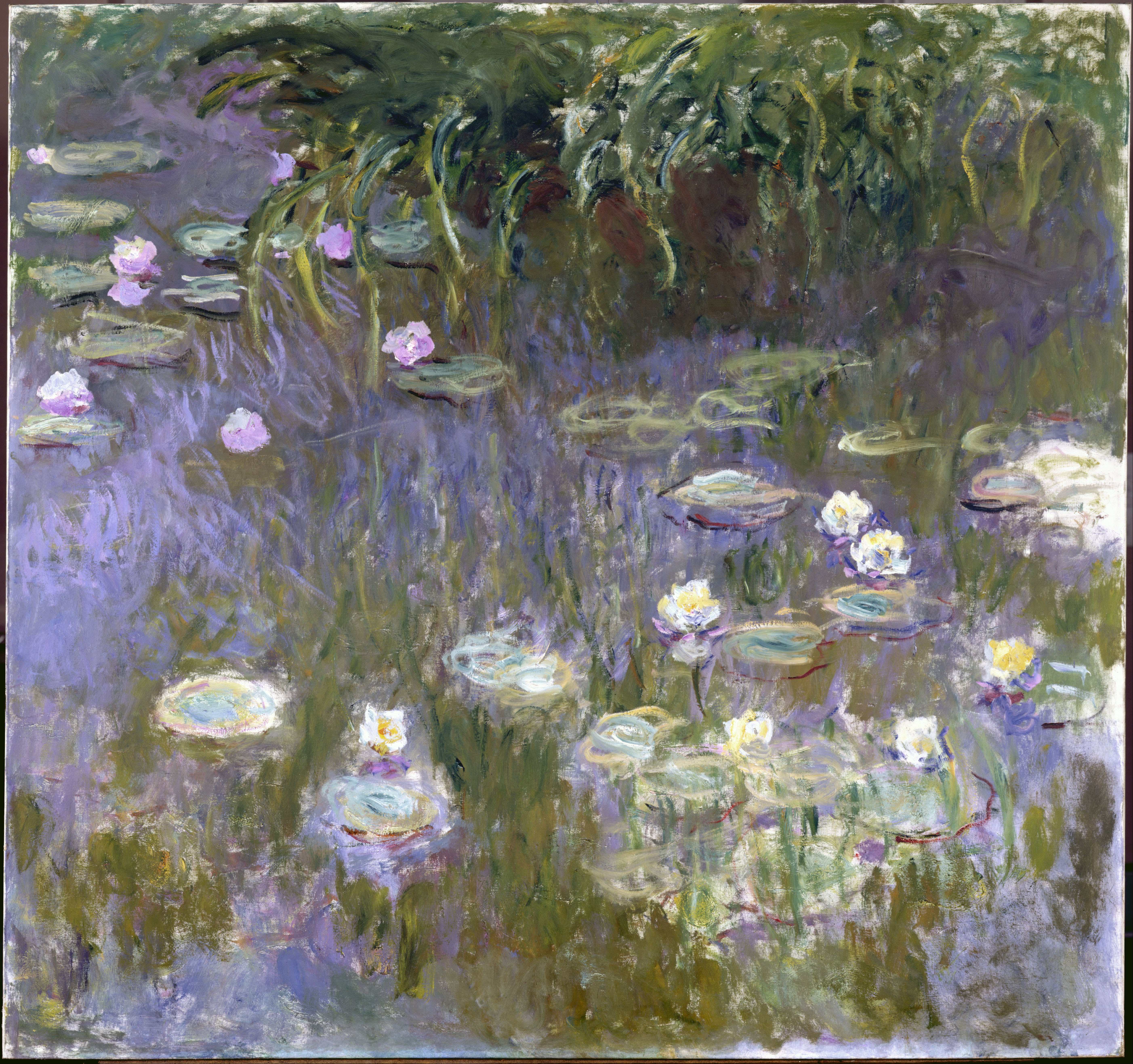
Водяні лілії, 1922, Музей мистецтв Толідо
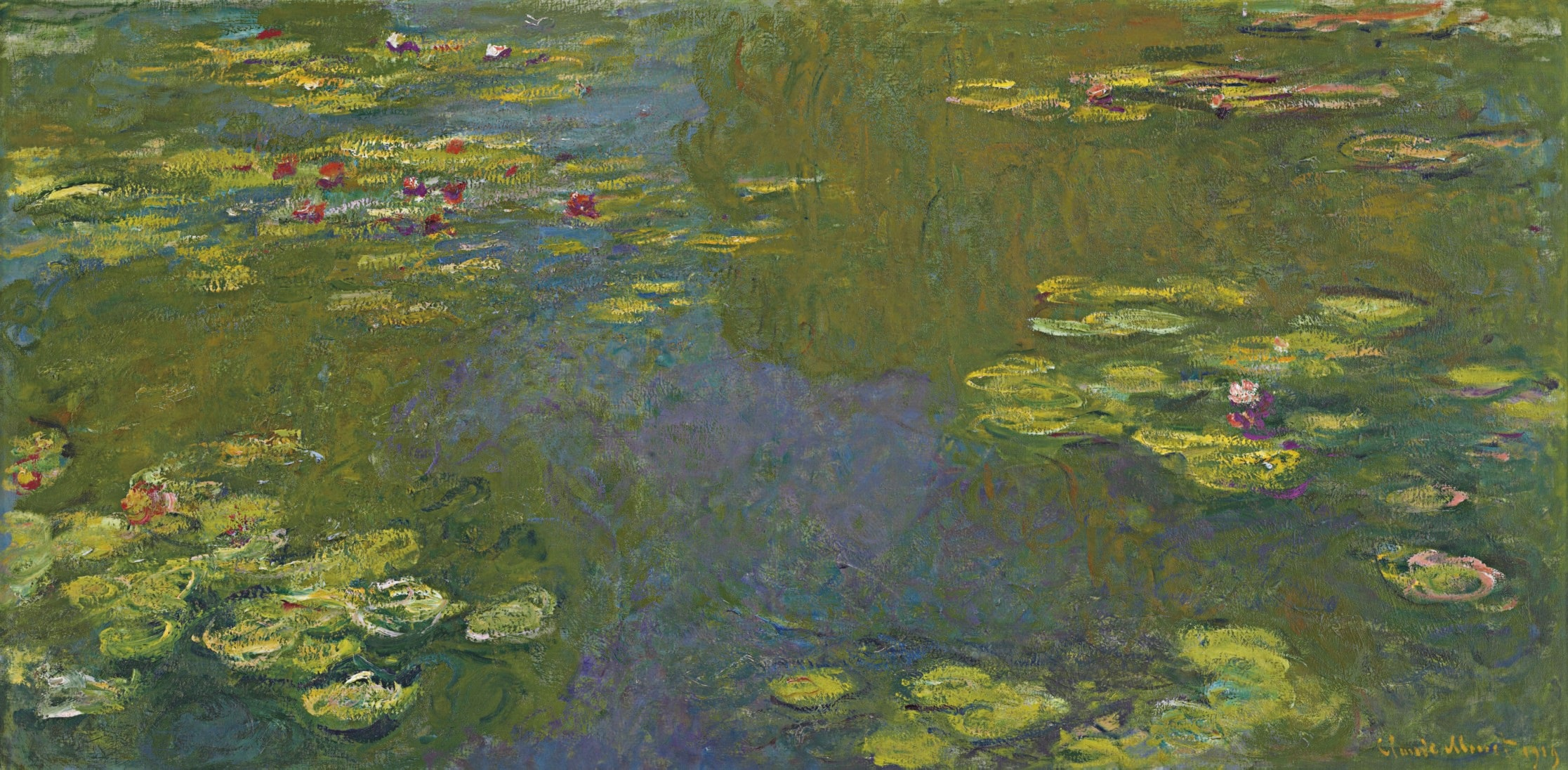
Ставок з водяними ліліями, 1919
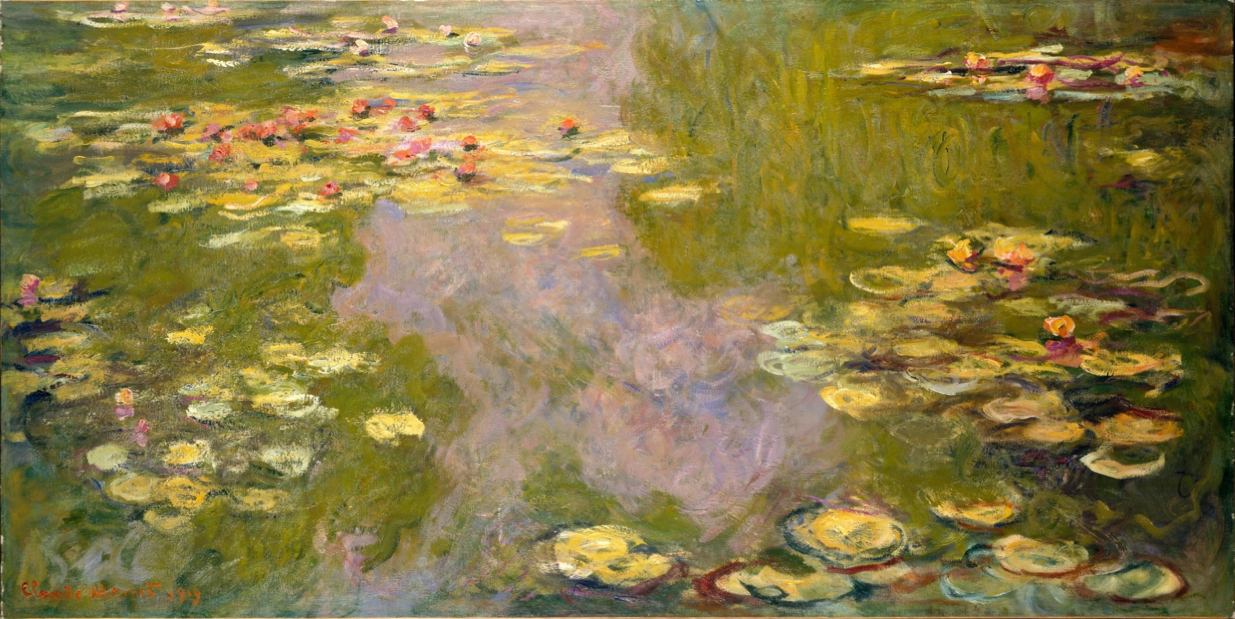
Водяні лілії, 1919, Музей Метрополітен
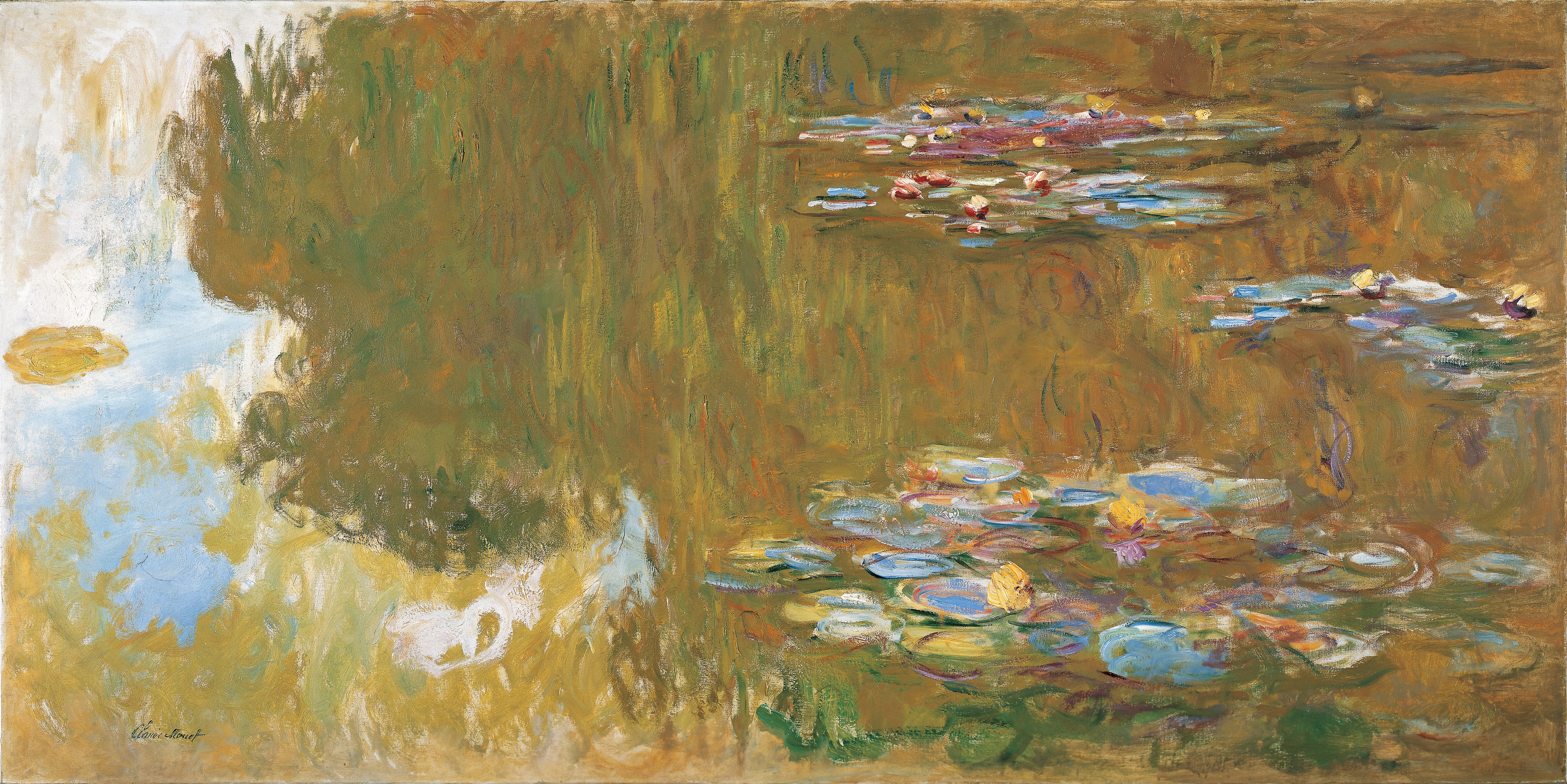
Ставок з водяними ліліями, c. 1917–19, Альбертіна
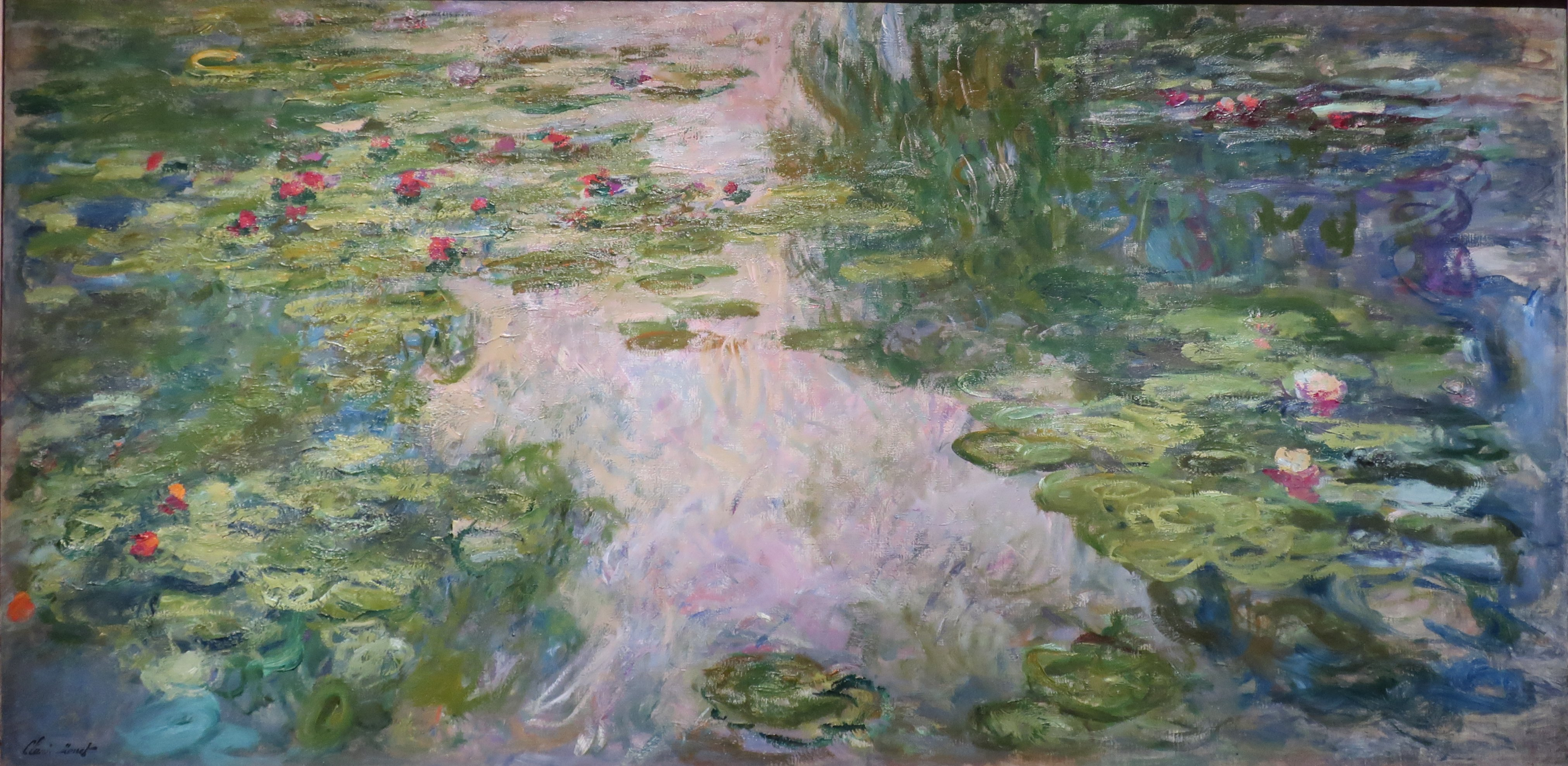
Водяні лілії, 1917–1919, Художній музей Гонолулу
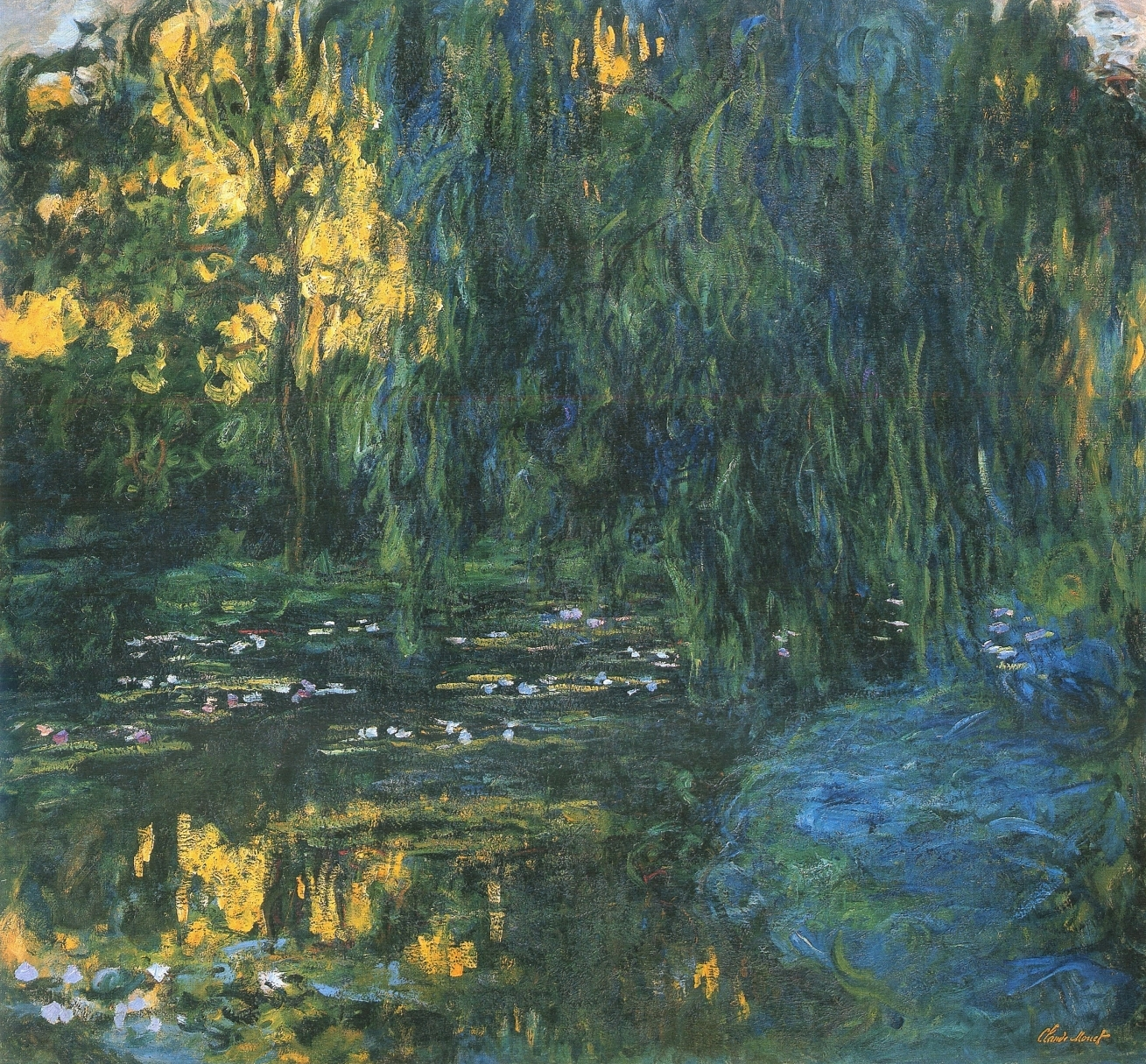
Ставок з водяними ліліями і плакучою вербою, (1916–19)
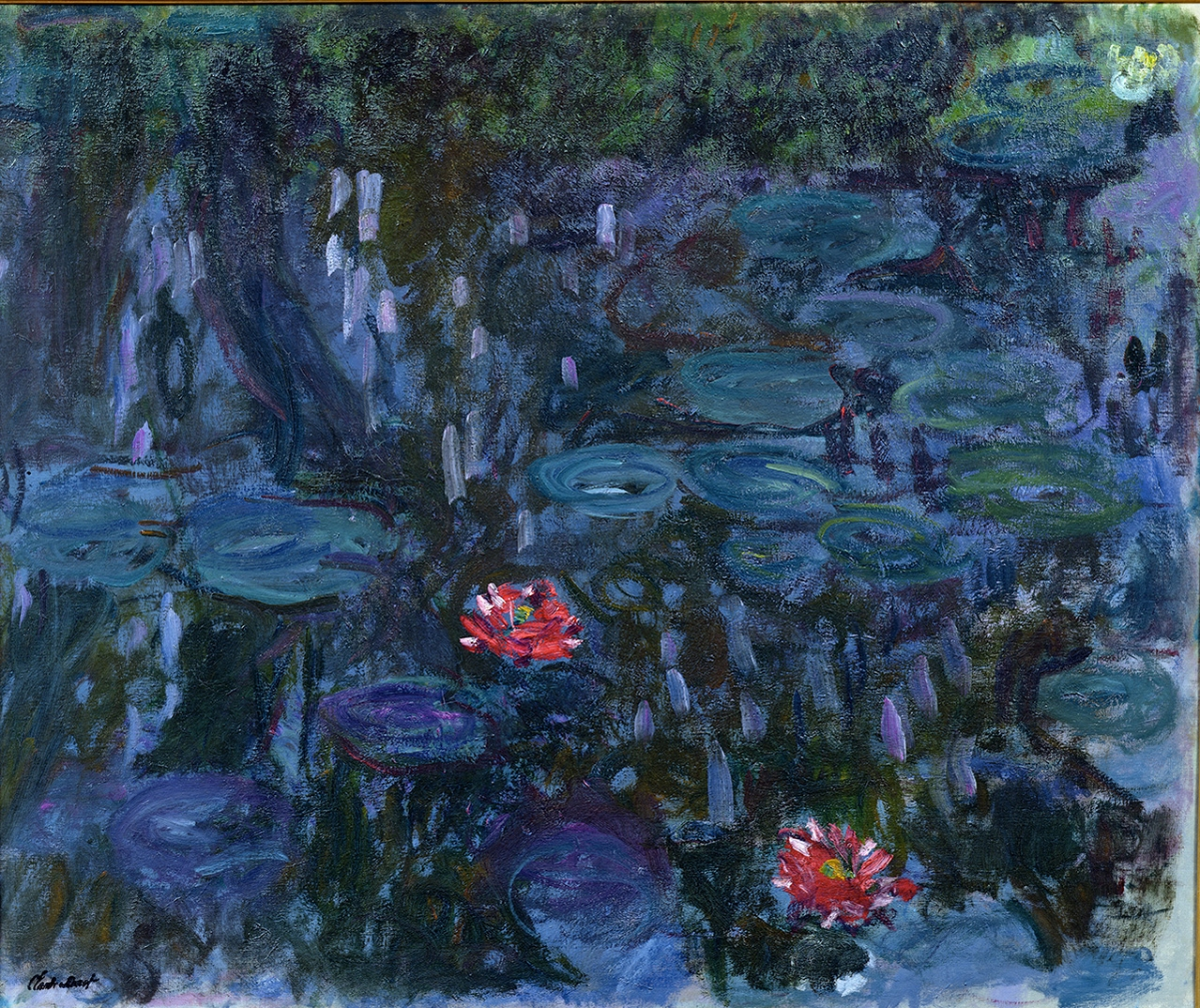
Водяні лілії з відображенням верби (1916–1919), Музей Мармоттан-Моне
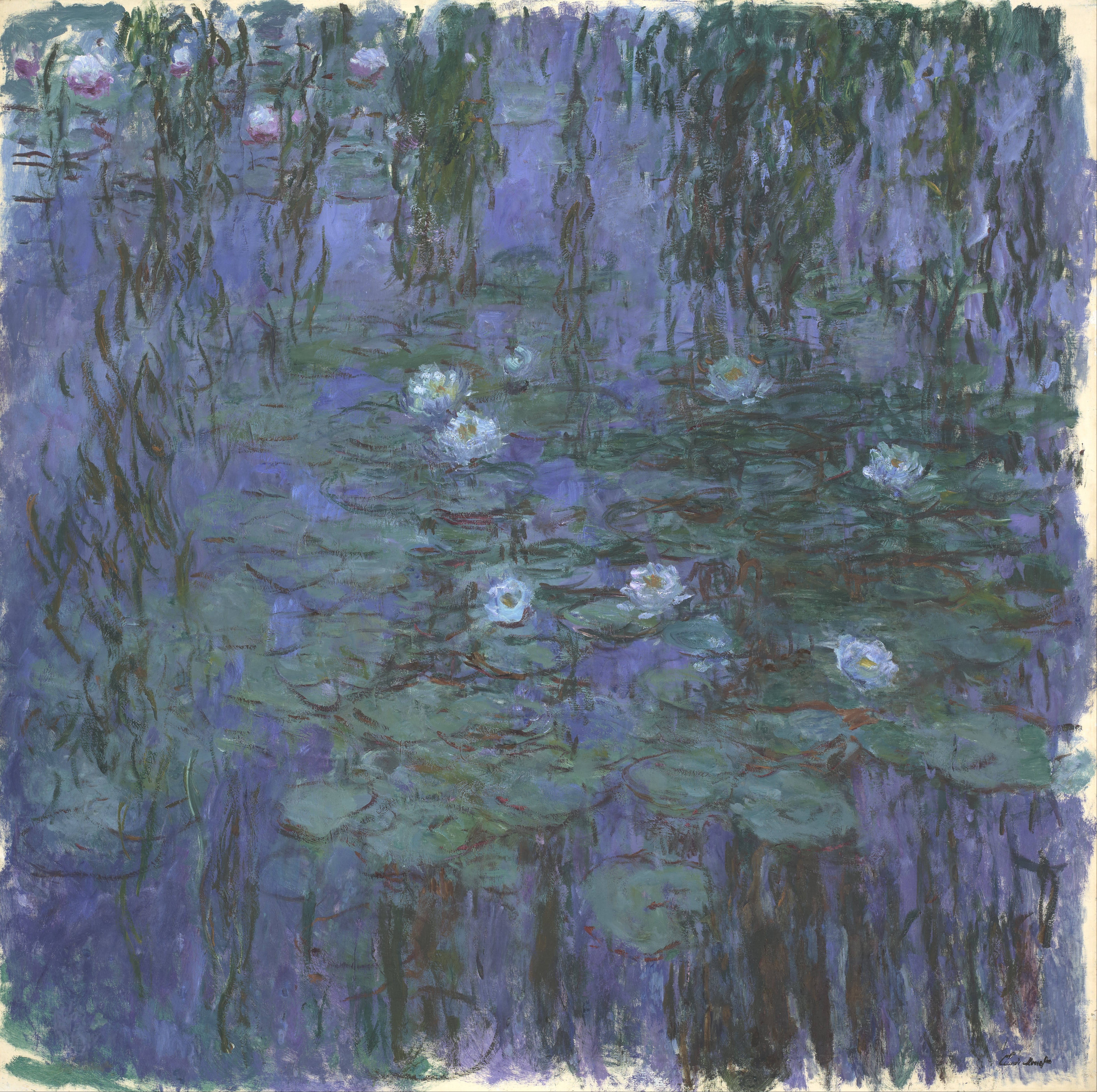
Блакитні водяні лілії, 1916–1919, Музей Орсе
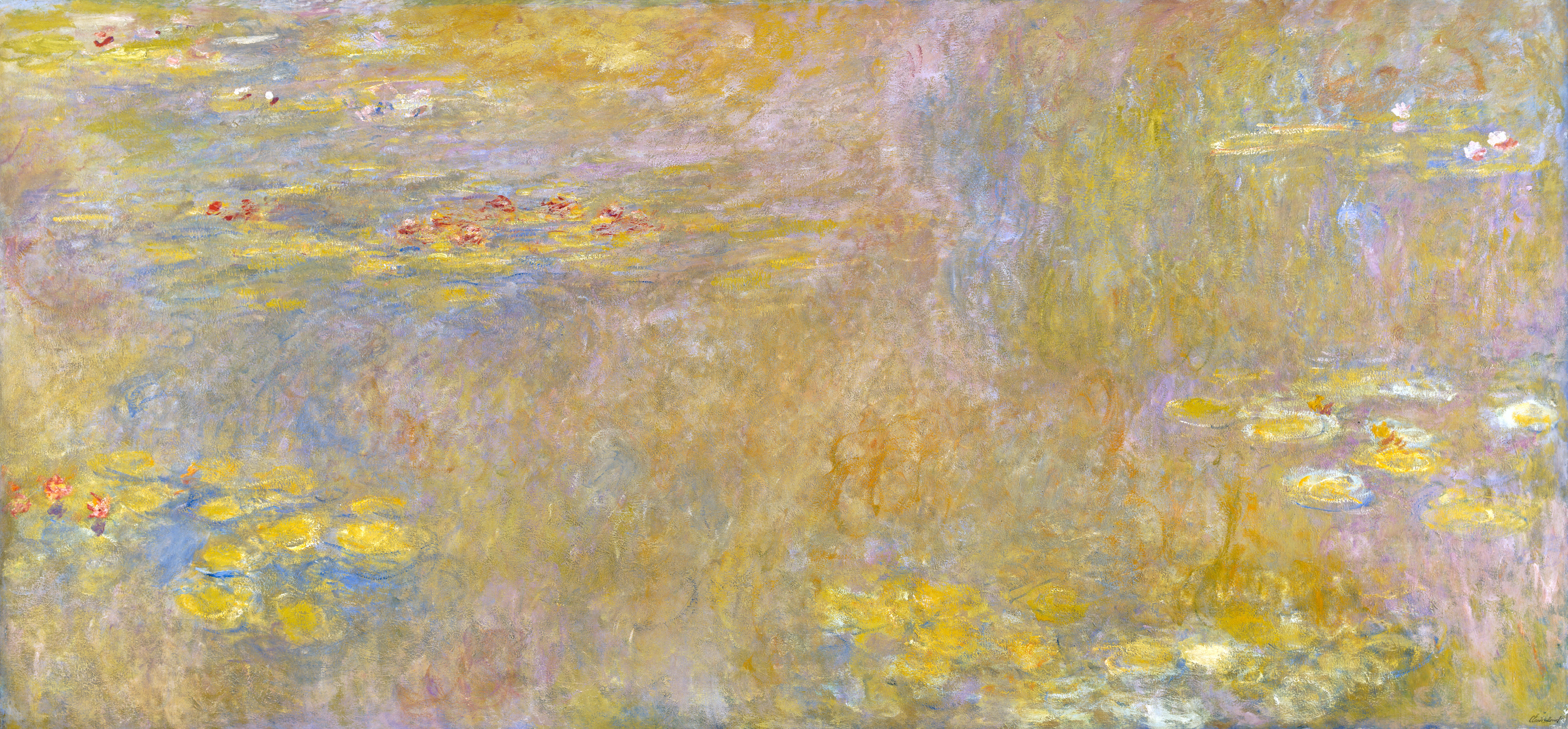
Морські троянди (Жовта нірвана), після 1916, Національна галерея, Лондон
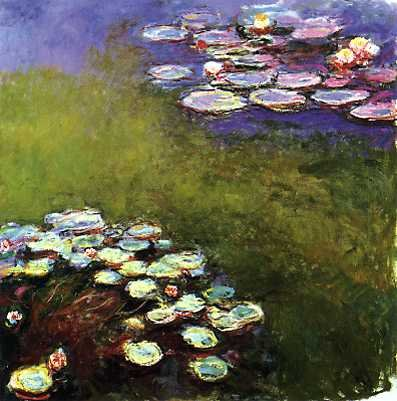
Німфи, 1916, Музей Мармоттан-Моне
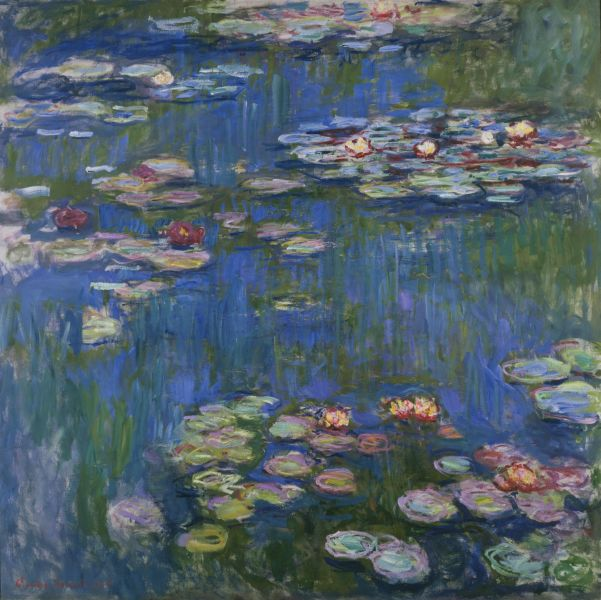
Водяні лілії, 1916, Національний музей західноєвропейського мистецтва, Токіо
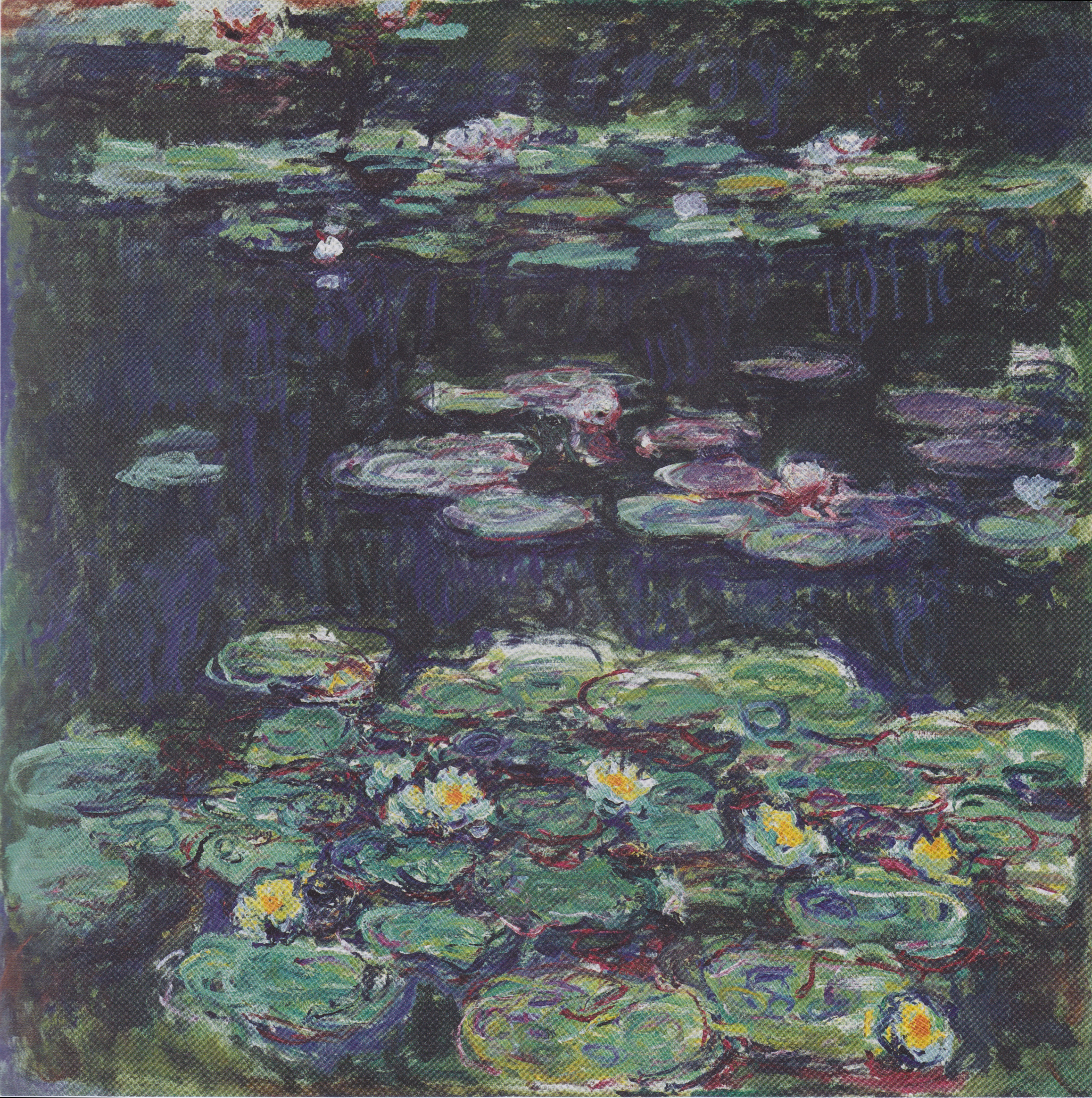
Білі й жовті водяні лілії, (1915—1917), Художній музей Вінтертур, Вінтертур, Швейцарія
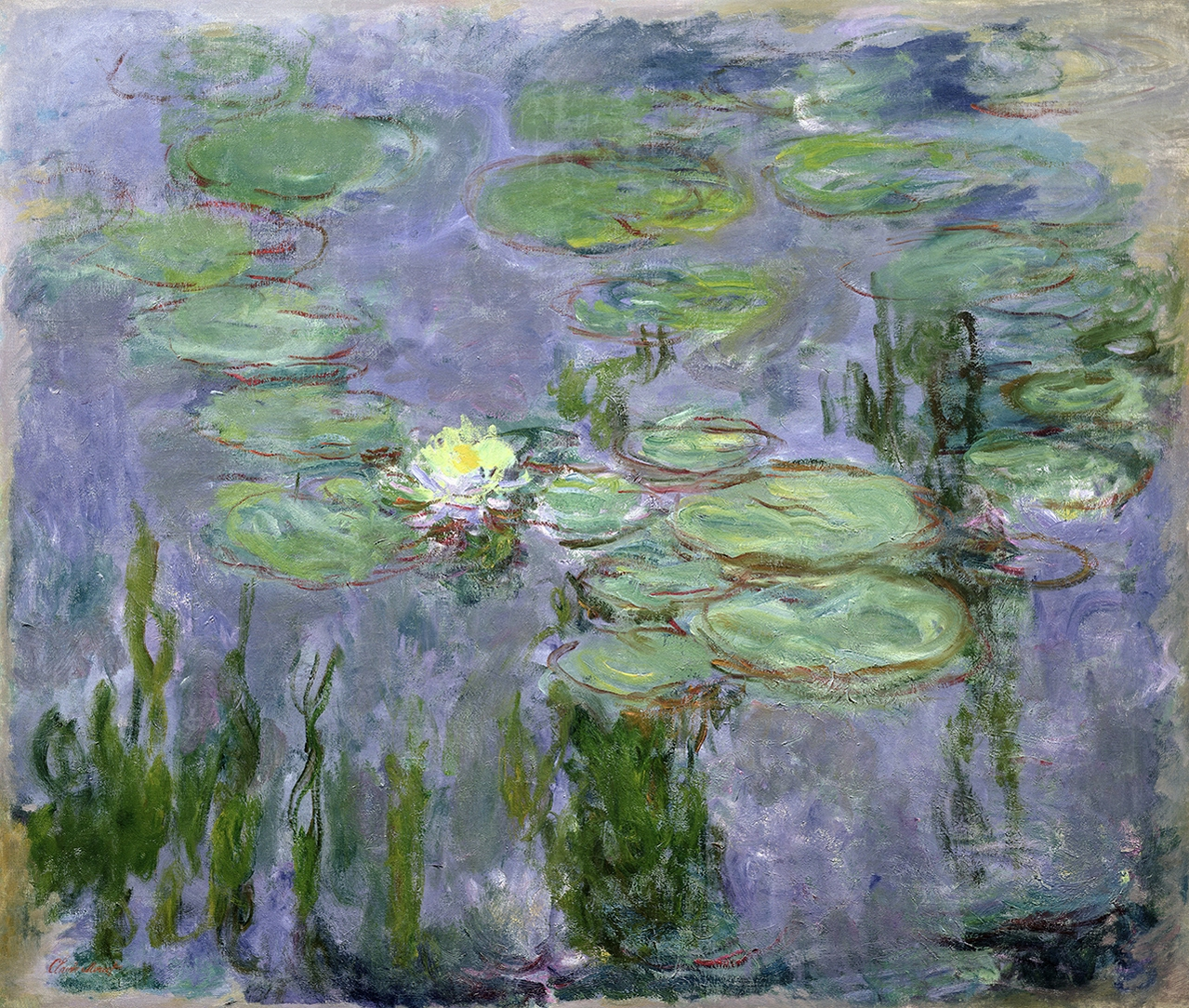
Німфи, 1915, Музей Мармоттан-Моне
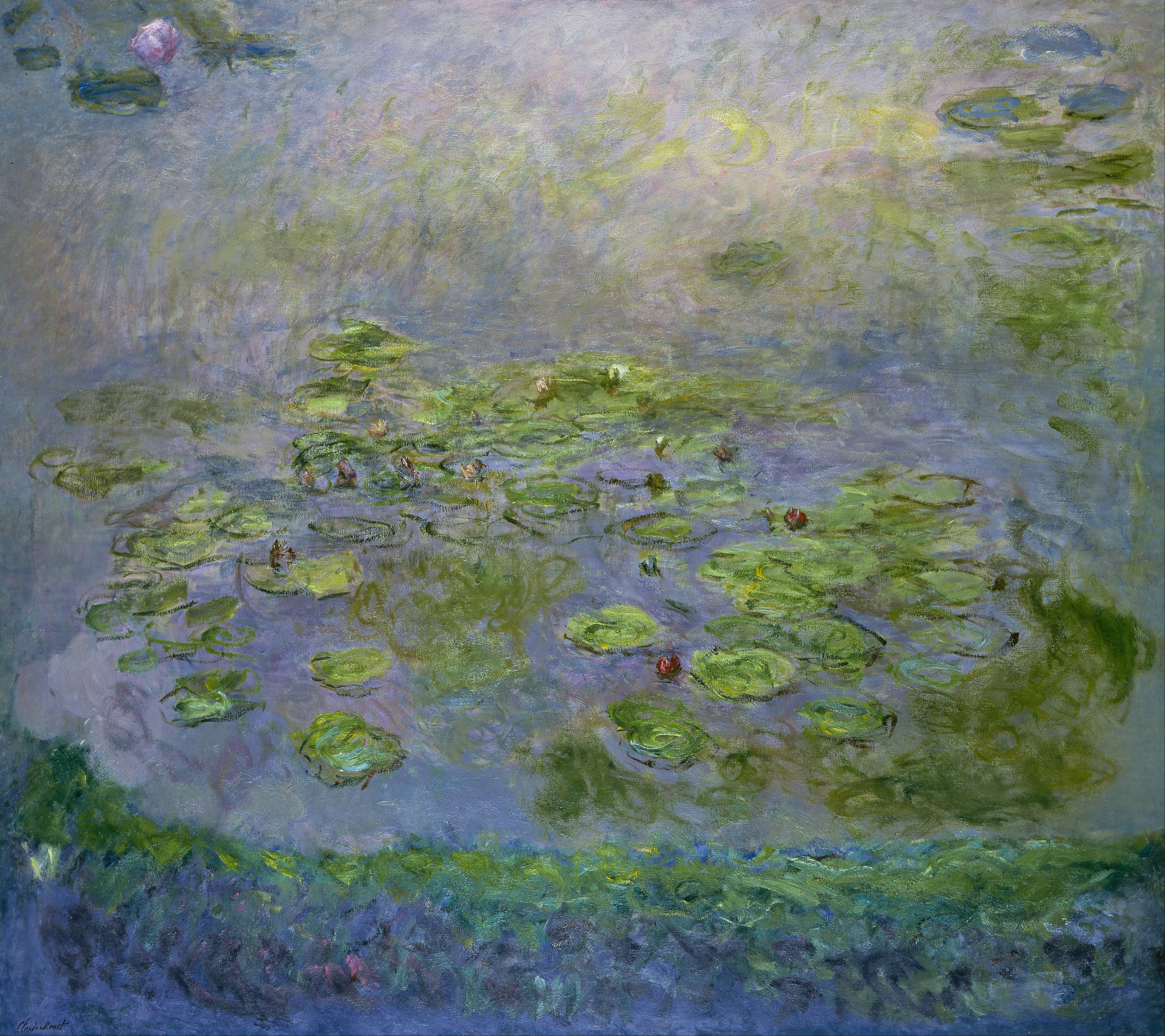
Німфи (Водяні лілії), 1914–1917, Національна галерея Австралії
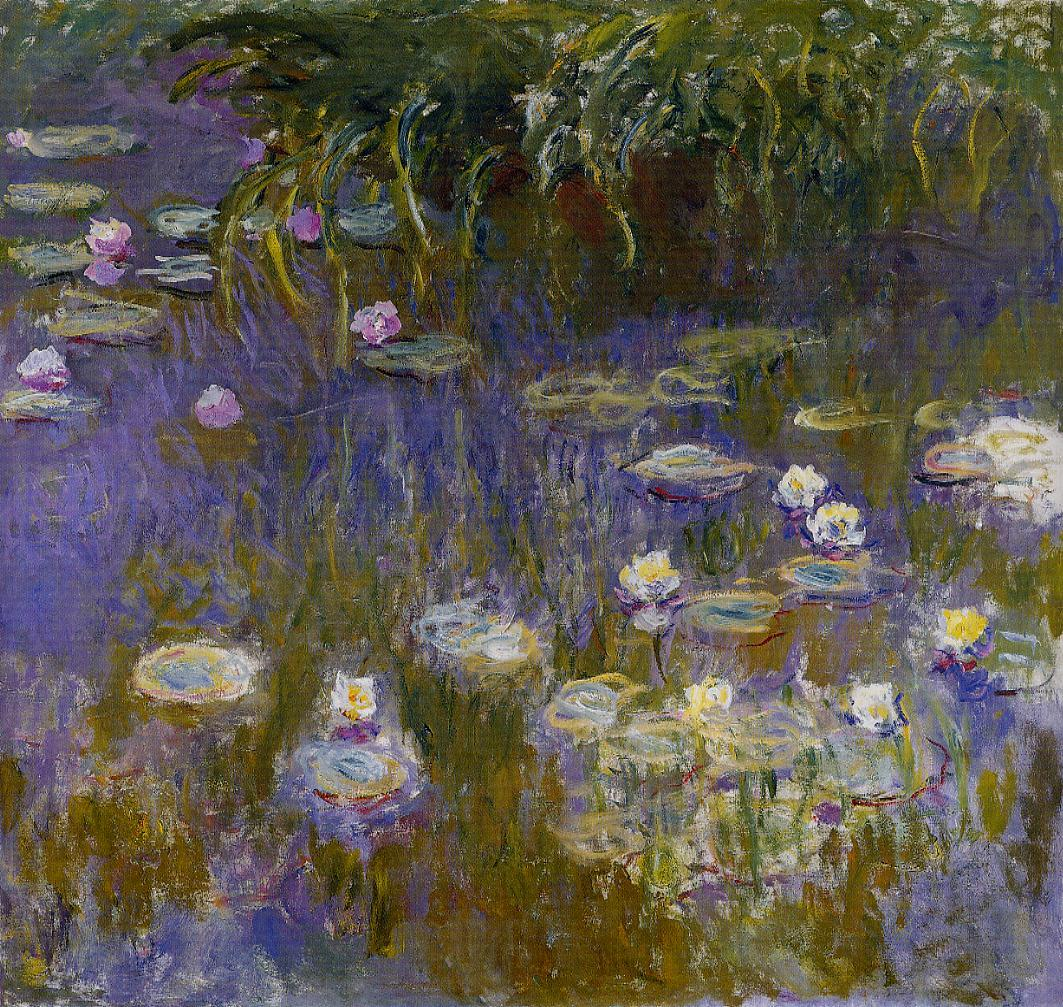
Водяні лілії, 1914–1917, Музей мистецтв Толідо
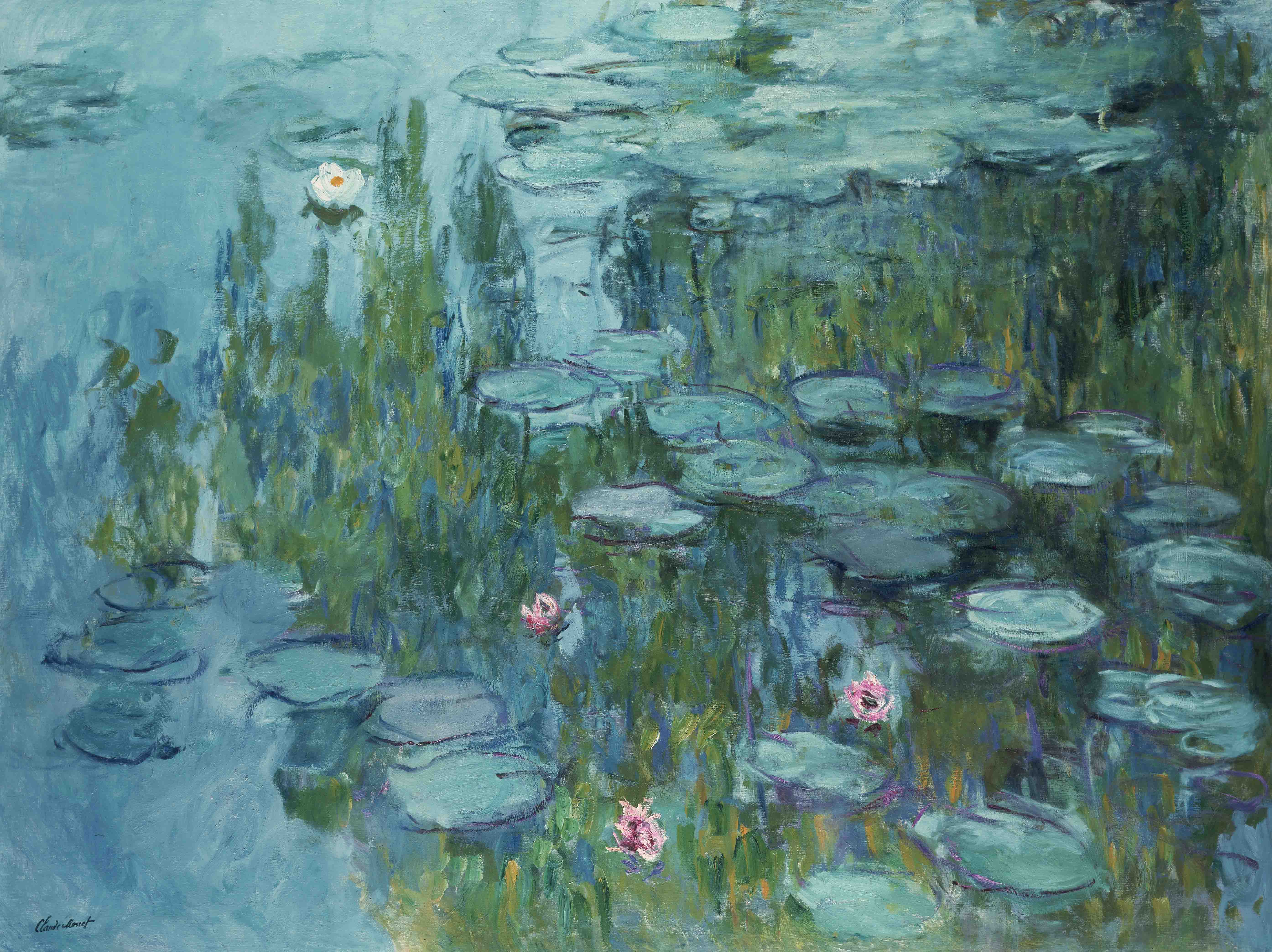
Німфи, 1915, Нова Пінакотека, Мюнхен
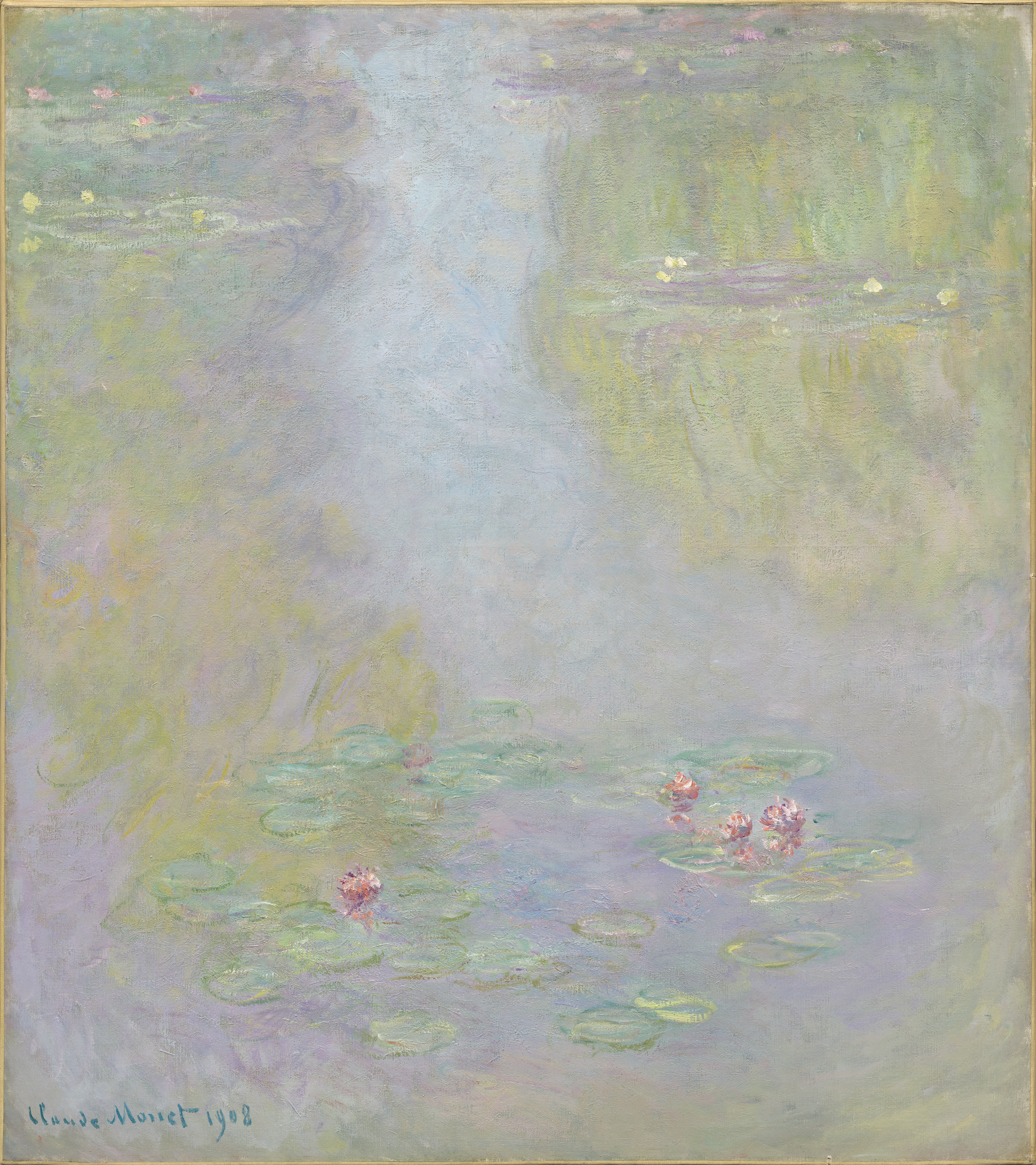
Водяні лілії, 1908, Токійський художній музей Фудзі
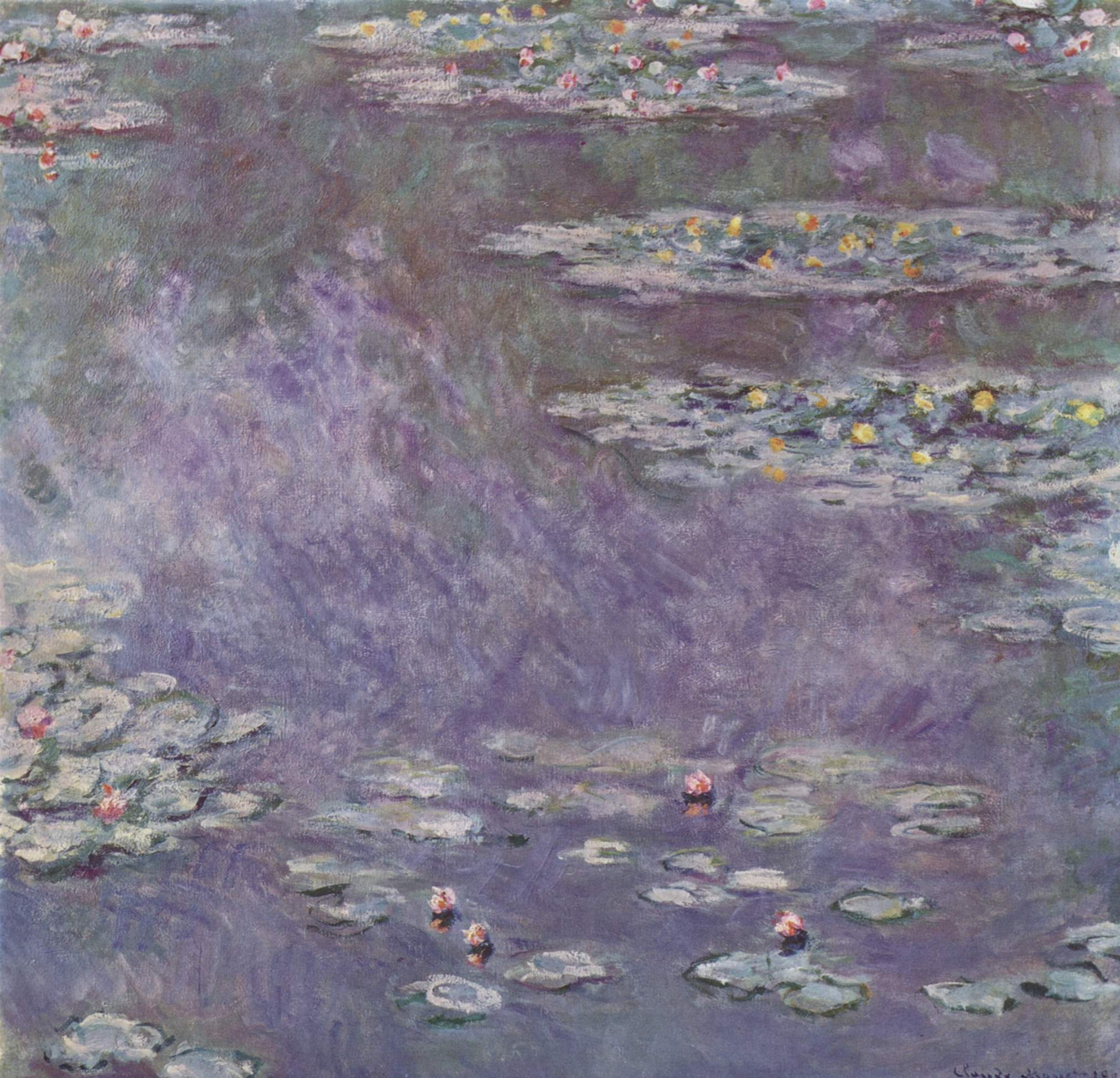
Ставок з водяними ліліями, 1908
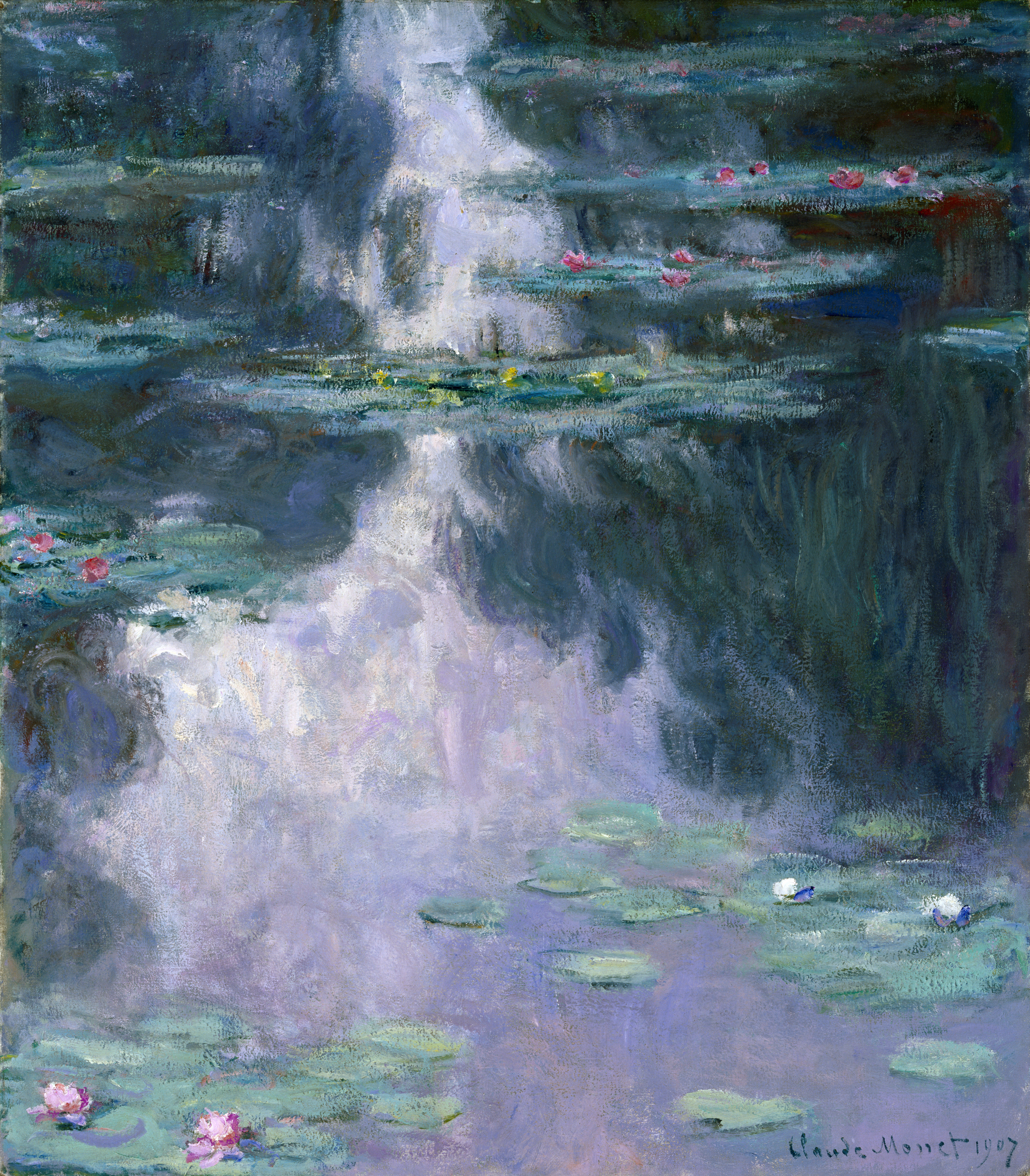
Водяні лілії, 1907, Музей витончених мистецтв Г'юстона
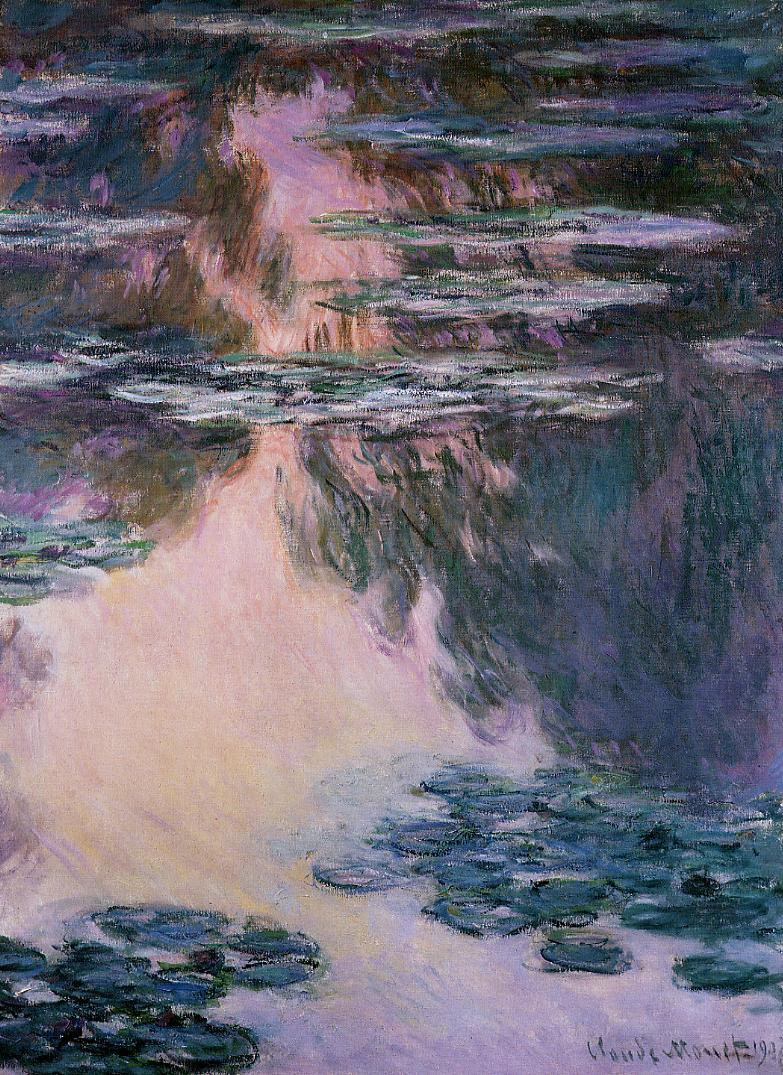
Водяні лілії, 1907, Художній музей Бріджстоун, Токіо
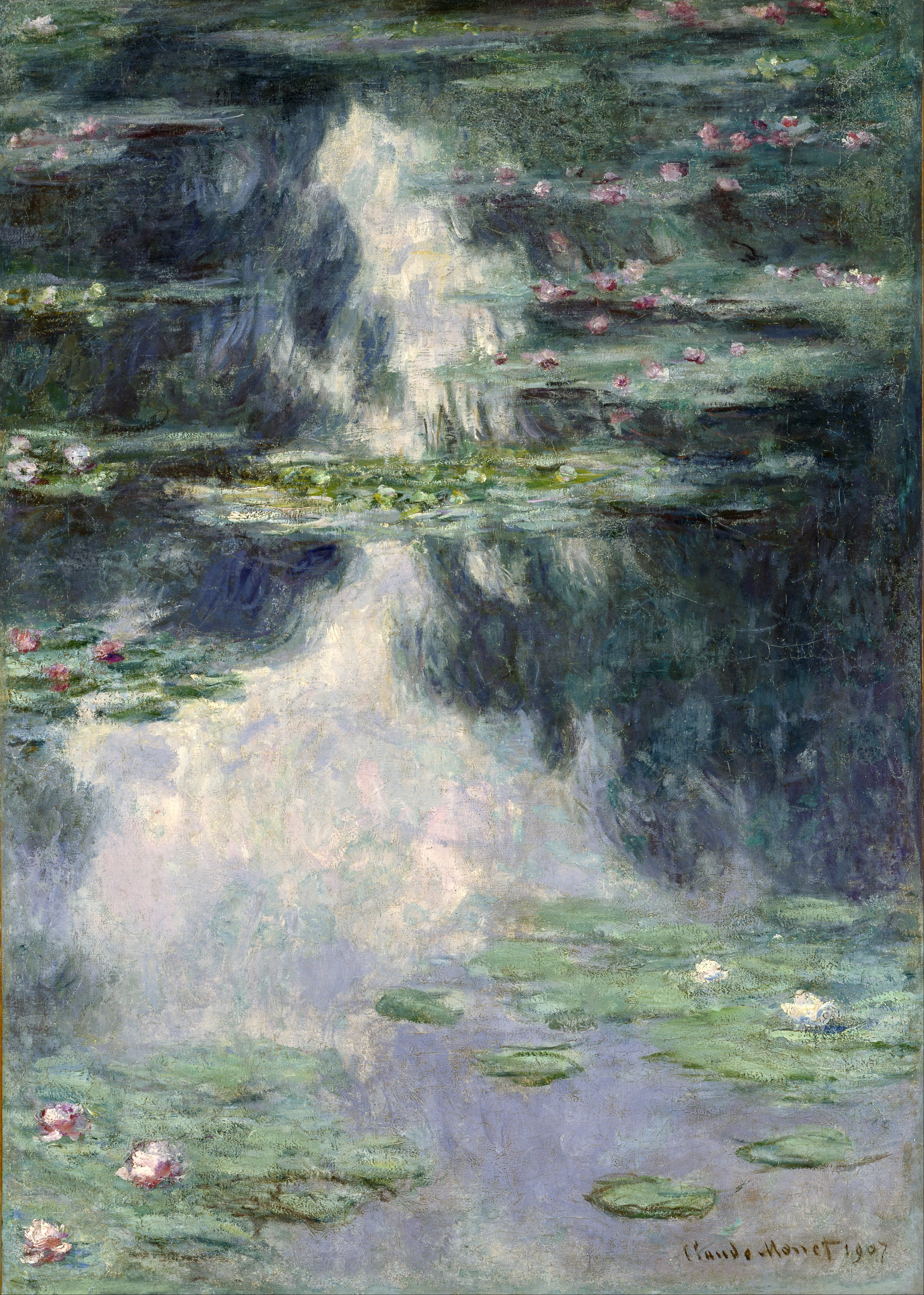
Ставок з водяними ліліями, 1907, Музей Ізраїлю, Єрусалим
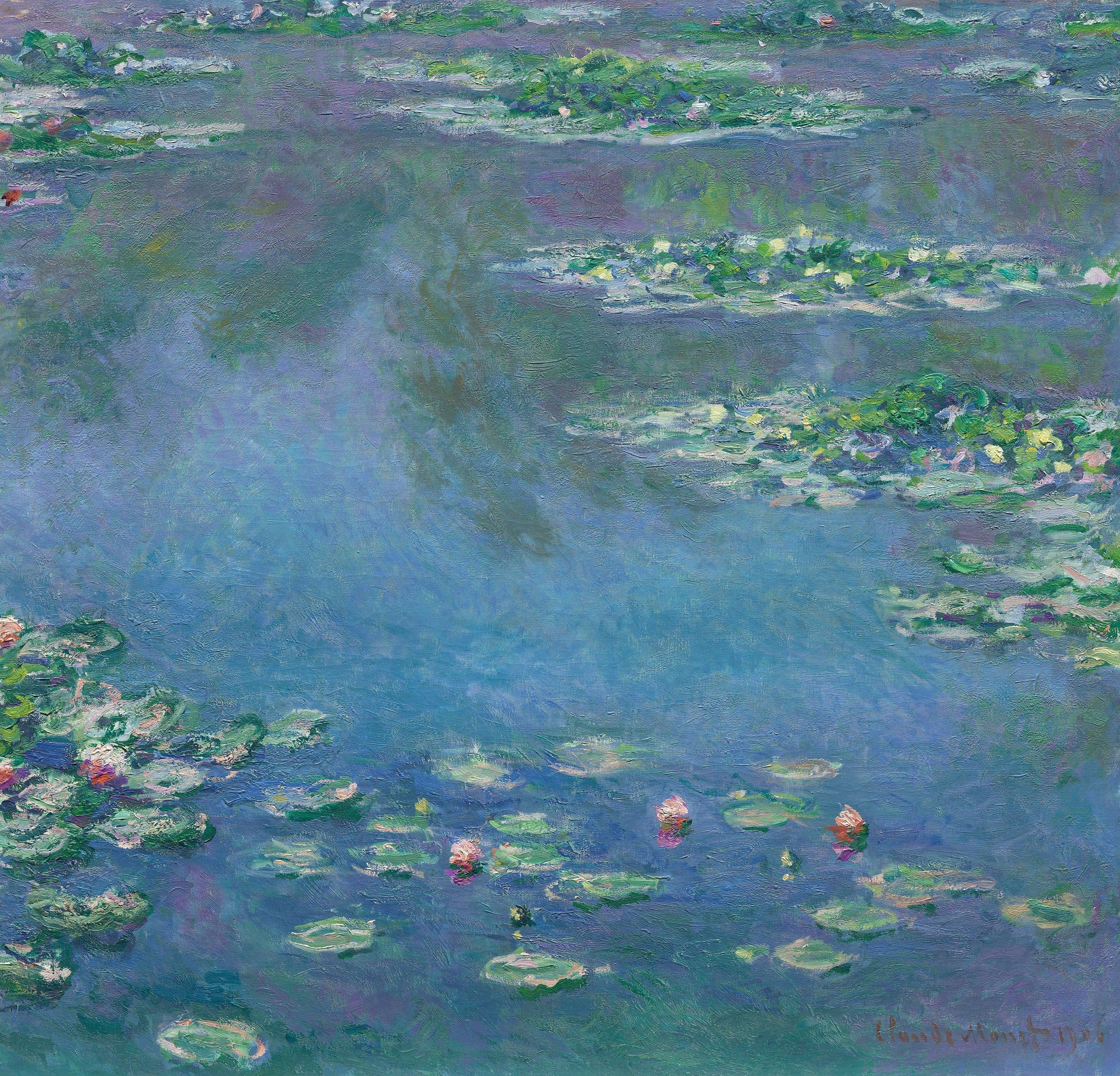
Водяні лілії, 1906, Чиказький художній інститут
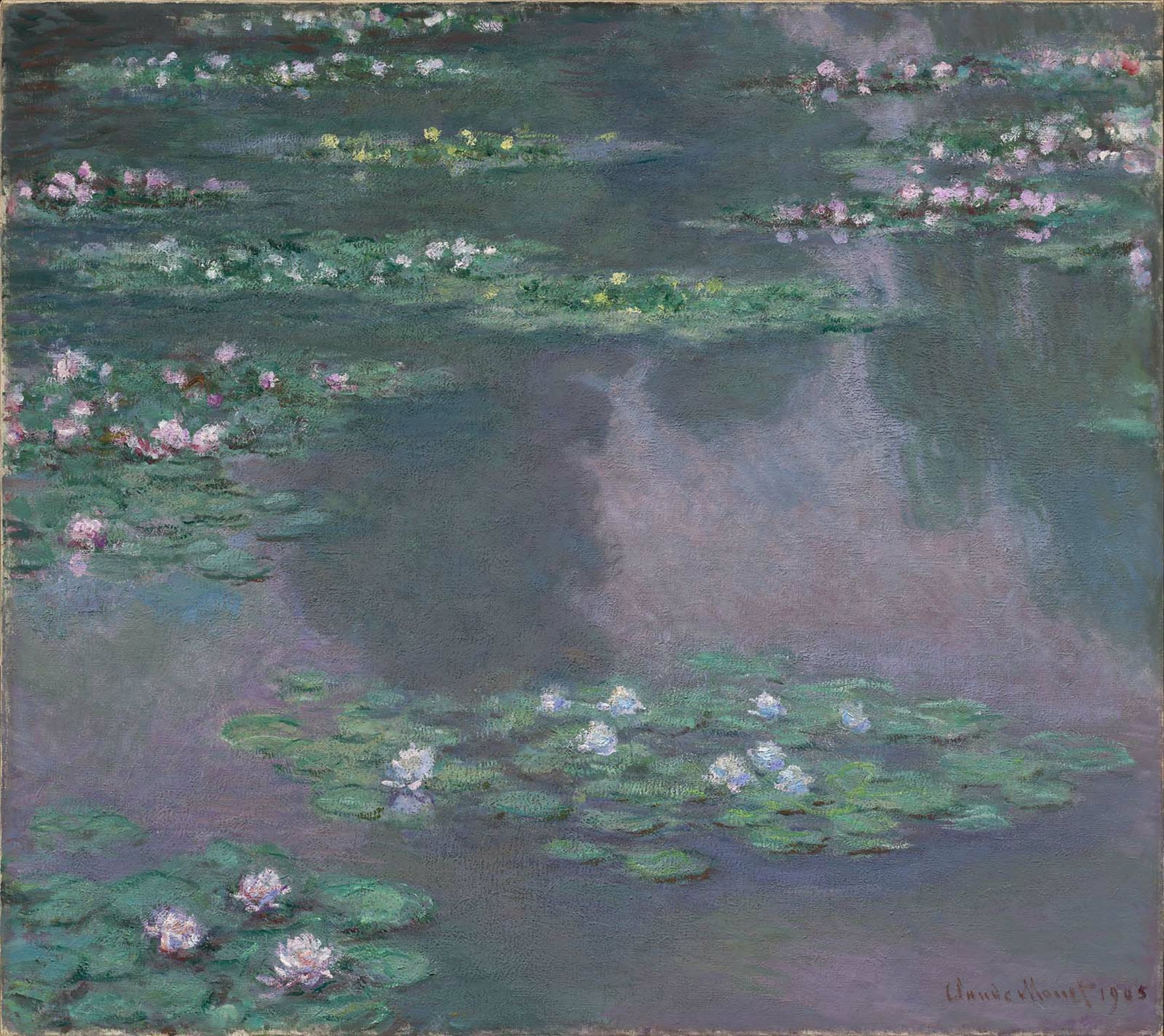
Водяні лілії, 1905, Бостонський музей витончених мистецтв
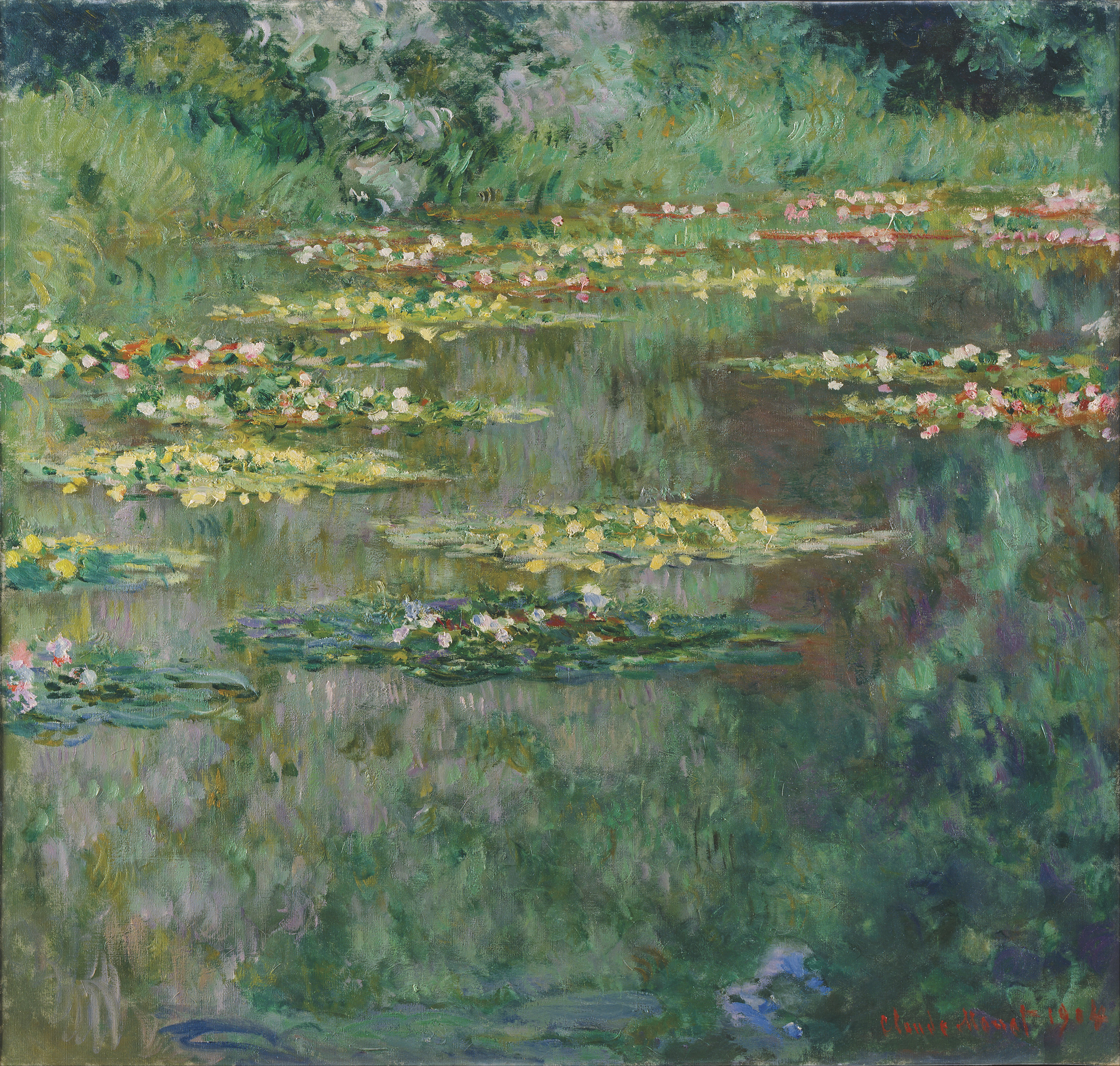
Ставок з водяними ліліями, 1904, Денверський художній музей
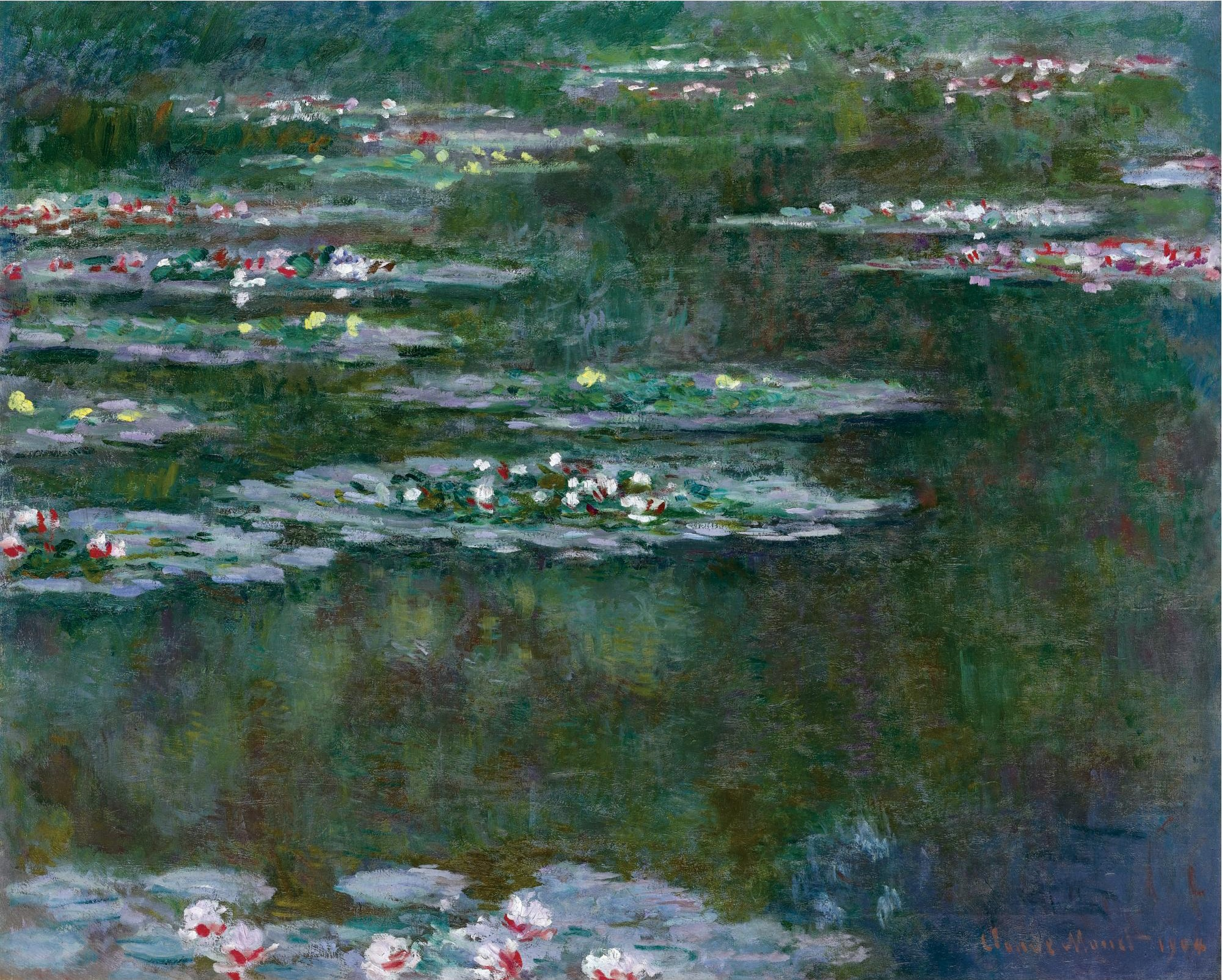
Водяні лілії, 1904
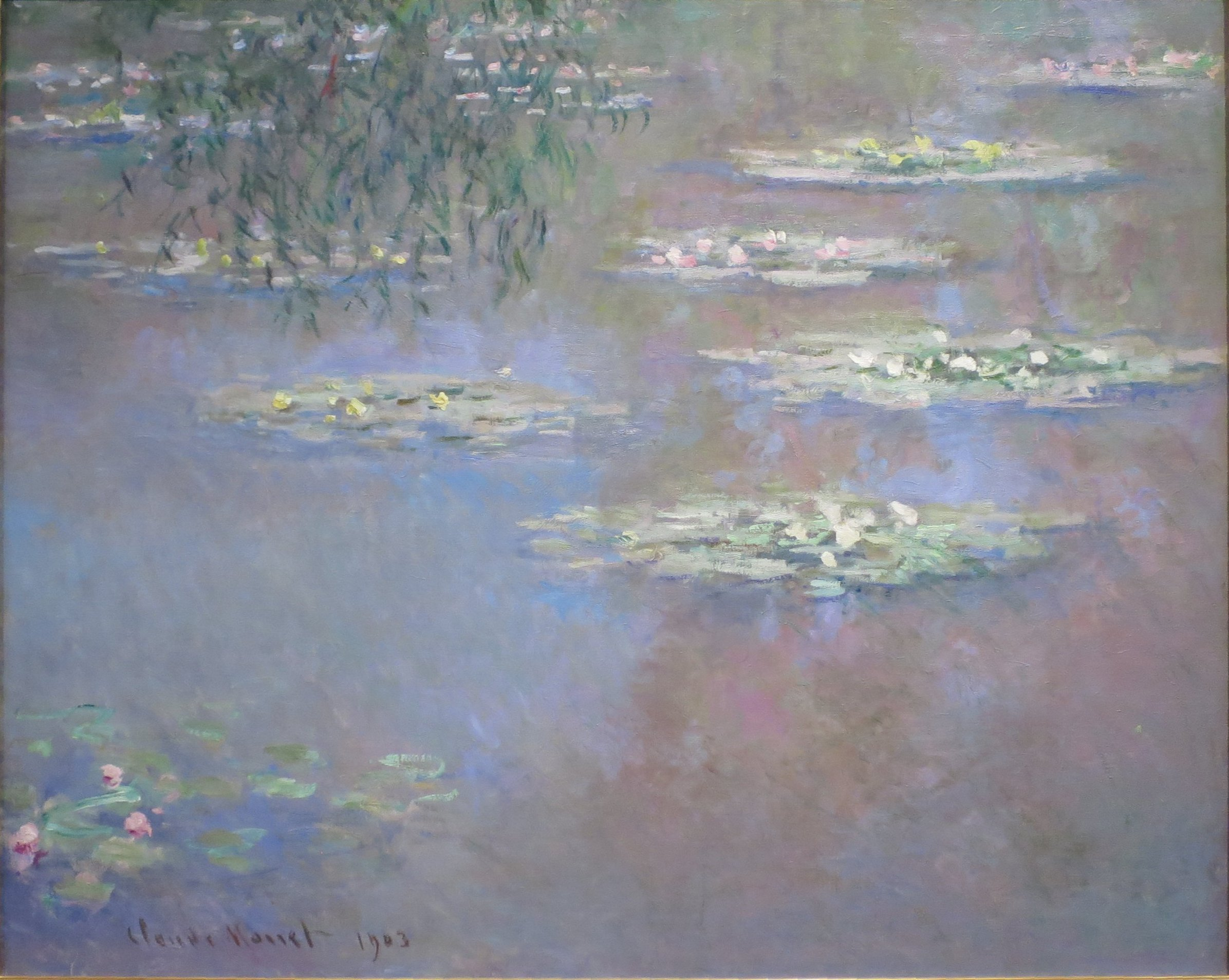
Водяні лілії, 1903, Дейтонський інститут мистецтв, Дейтон, Огайо
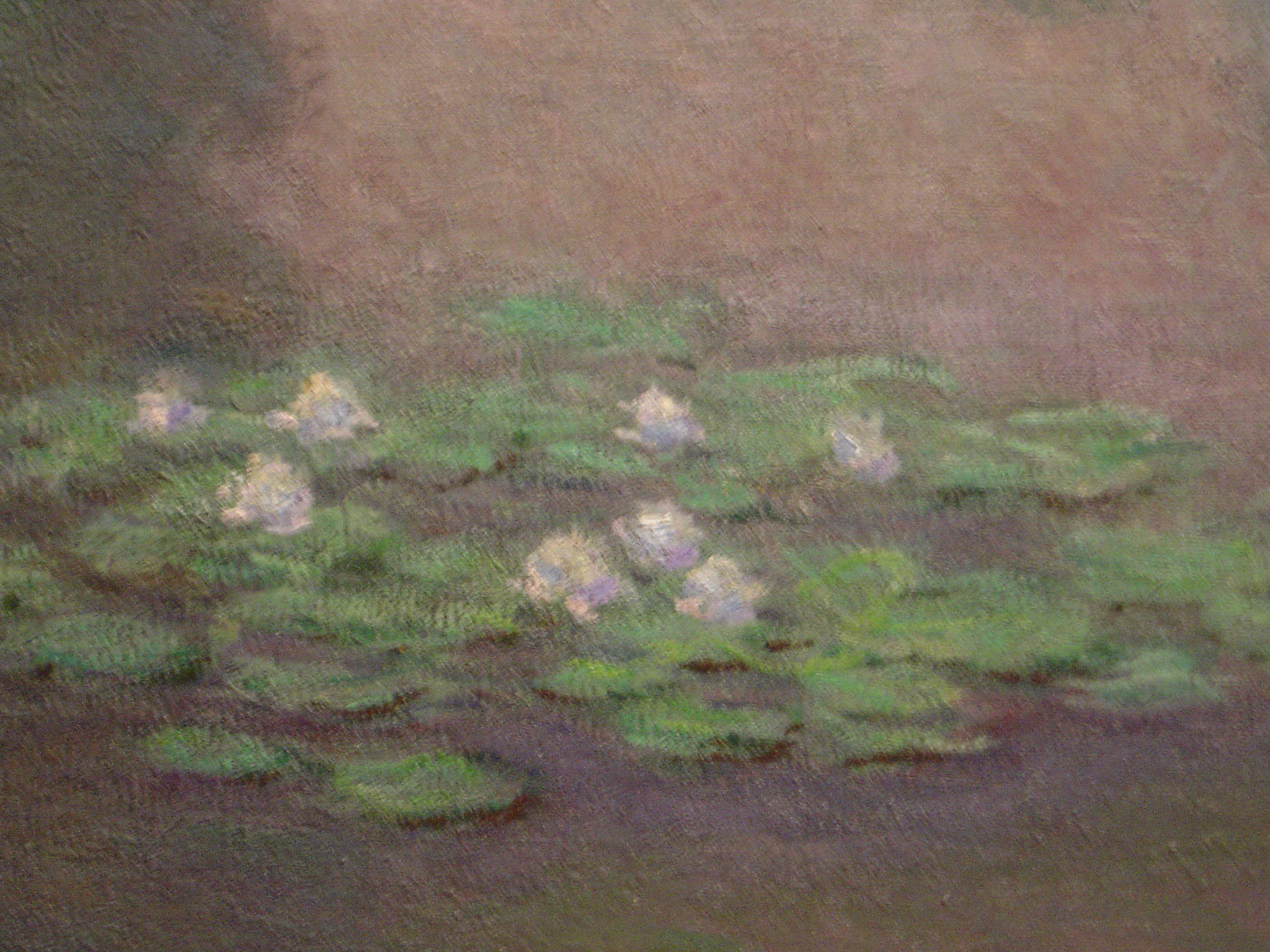
Збільшена версія картини «Ставок з водяними ліліями», один з 18 видів на ставок, 1899, Бостонський музей витончених мистецтв
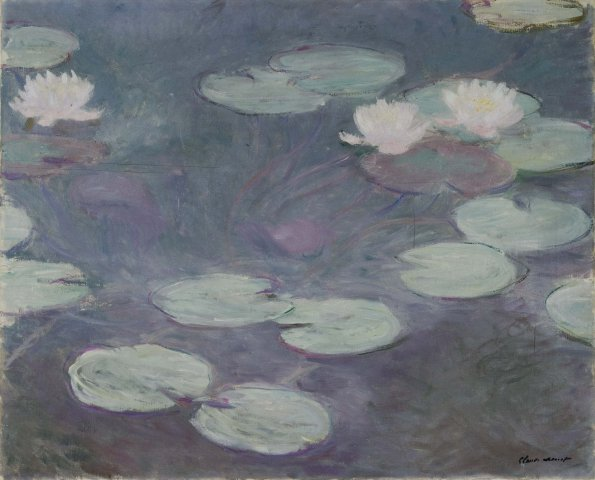
Водяні лілії, 1897–1899, Національна галерея сучасного мистецтва, Рим
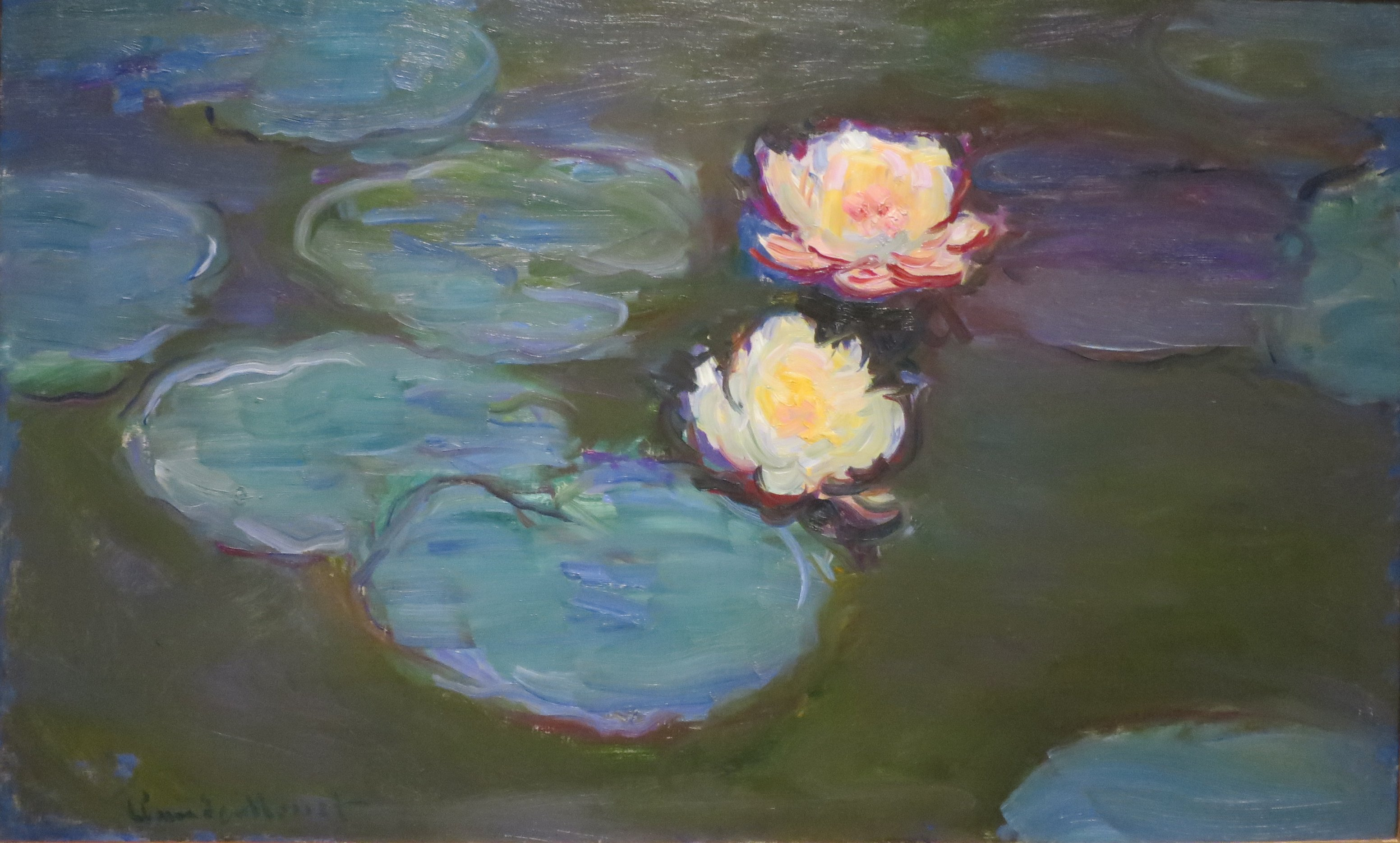
Німфи, 1897–1898, Музей мистецтв округу Лос-Анджелес

## Образ у мистецтві

### У кіно

#### Художні фільми
- «Monet: Shadow and Light» (1999) — «Моне; тінь і світло» — Канада. Режиссер — Девид, у ролі Моне — Стюарт Хьюз.

#### Документальні фільми
- «I, Claude Monet» (2017) — «Я, Клод Моне» — Велика Британія. Режисер — Філ Грабски.
- Water Lilies of Monet — The magic of water and light! (2018) — «Клод Моне; Магія води і світла» — Італія. Режисер — Джованні Троіло.

### У літературі
- Єва Файджес (англійська письменниця) роман «Light» («Світло») (1983). Описує один день з життя Клода Моне — від світанку до заходу сонця.

## Пам'ять
На честь Моне названий кратер на Меркурії та астероїд 6676 Моне.